# الحرب الأهلية الإسبانية
الحرب الأهلية الإسبانية (بالإسبانية: Guerra civil española)‏ أو حرب إسبانيا (بالإسبانية: guerra de España)‏، ويعرفها الإسبان بالحرب الأهلية، هي نزاع حربي - وكان لها أيضًا تأثير مستقبلي على الأزمة الاقتصادية اللاحقة - اندلعت في إسبانيا بعد الفشل الجزئي للانقلاب الذي وقع في 17 و 18 يوليو 1936 الذي قام به جزء من القوات المسلحة ضد حكومة الجمهورية الثانية. بعد حصار المضيق والجسر الجوي اللاحق الذي تعاونت فيه ألمانيا النازية وإيطاليا الفاشية بسرعة، نقلت فيه القوات المتمردة من محمية المغرب إلى إسبانيا في الأسابيع الأخيرة من يوليو، فتسبب باندلاع حربٍ أهلية استمرت إلى 1 أبريل 1939. وكانت الأطراف المتحاربة هم الجمهوريون الموالون للجمهورية الإسبانية الثانية ذوو الميول اليسارية، في تحالف مع الأناركيين من الشيوعيين والنقابيين، الذين يحاربون ثورة القوميين، وهو تحالف من الفلانخيين والملكيين والمحافظين والكاثوليك، بقيادة مجموعة عسكرية سرعان ما حقق الجنرال فرانشيسكو فرانكو دورًا متفوقًا فيها. وبسبب المناخ السياسي الدولي في ذلك الوقت، كانت للحرب جوانب متعددة، ومنها الصراع الطبقي والديني ومواجهة القوميات المتعارضة والصراع بين الديكتاتورية العسكرية والديمقراطية الجمهورية، وبين الثورة والثورة المضادة، وبين الفاشية والشيوعية. وكثيرا ما يطلق عليها «بروفة» للحرب العالمية الثانية. وفي أواخر الحرب أعلن فرانسيسكو فرانكو انتصاره وإقامة ديكتاتوريته التي دامت حتى وفاته في 20 نوفمبر 1975.
غالبًا ما يطلق على أطراف النزاع الجبهة الجمهورية والجبهة القومية أو المتمردون:
- تشكل الجانب الجمهوري حول الحكومة، التي أساسها الجبهة الشعبية، وتتكون بدورها من ائتلاف من الأحزاب الجمهورية - اليسار الجمهوري والاتحاد الجمهوري - مع حزب العمال الاشتراكي الإسباني، وانضم إليه الفكر الماركسي اللينيني من الحزب الشيوعي الإسباني وحزب العمال الماركسي الموحد POUM والحزب النقابي الأناركي، وفي كاتالونيا القوميين اليساريين بقيادة اليسار الجمهوري لكتالونيا، المدعومة من الحركة العمالية ونقابات UGT وCNT والتي سعت أيضًا إلى تنفيذ الثورة الاجتماعية. كما اختار الحزب القومي الباسكي الجانب الجمهوري، فقد كان الكورتيز الجمهوري على وشك الموافقة على قانون الحكم الذاتي للباسك.
- أما الجانب المتمرد الذي أطلق على نفسه اسم «الجبهة القومية»، ونقل جزء من القيادة العسكرية العليا إلى مجلس الدفاع الوطني الذي ألغي بعد إعطاء فرانسيسكو فرانكو منصب جنراليسيمو أو القائد العام ورئيس حكومة الدولة. من الناحية السياسية كان يتألف من الفاشية الإسبانية الفلانخية والكارليون واتباع الملك ألفونسو من حزب التجديد الإسباني وجزء كبير من الناخبين من سيدا الرابطة الإقليمية ومجموعات محافظة أخرى. وكان مدعومًا اجتماعيًا من الطبقات التي شعرت بخطورة فوز الجبهة الشعبية في صناديق الاقتراع؛ مثل الكنيسة الكاثوليكية التي تعرضت لاضطهاد ديني من اليسار بمجرد اندلاع الحرب، ومن صغار ملاك الأراضي الذين يخشون من «ثورة البروليتاريا». وفي المناطق الأقل تصنيعا أو مناطق الريف، دعم العديد من الفلاحين والعمال ذوي المعتقدات الدينية القوية المتمردين.[19]

بدأت الحرب بعد إعلان مجموعة من جنرالات القوات المسلحة للجمهورية الإسبانية التمرد العسكري ضد حكومة الجمهورية، حيث الجنرال إميليو مولا المخطط رئيسي للمجموعة الانقلابية، والجنرال خوسي سانخورخو رئيس صوري للمؤامرة. وكانت الحكومة في ذلك الوقت ائتلافًا جمهوريًا تدعمه الأحزاب الشيوعية والاشتراكية في الكورتيس بقيادة رئيس اليسار المعتدل مانويل أثانيا. وبعد وفاة سانخورخو ومولا ومانويل غوديد برز فرانكو بزعامته الموحدة للجانب القومي.
تم دعم الانقلاب بوحدات عسكرية في المحمية الإسبانية في المغرب وبامبلونا وبورغوس وسرقسطة وبلد الوليد وقادس وقرطبة وإشبيلية. ولكن هناك تمردات فشلت في مدن أخرى - مثل مدريد وبرشلونة وفالنسيا وبلباو ومالقة -، حيث بقيت تحت سيطرة الحكومة. وهذا ترك إسبانيا منقسمة عسكريا وسياسيا. فتقاتل القوميون والحكومة الجمهورية من أجل السيطرة على البلاد. وتلقت القوات القومية الذخائر والجنود والدعم الجوي من إيطاليا الفاشية وألمانيا النازية، بينما تلقى الجانب الجمهوري الدعم من الاتحاد السوفياتي والمكسيك. في حين استمرت دول أخرى مثل المملكة المتحدة وفرنسا والولايات المتحدة في الاعتراف بحكومة الجمهورية، لكنها اتبعت سياسة رسمية بعدم التدخل. وعلى الرغم من ذلك إلا أن هناك عشرات الآلاف من مواطني الدول المحايدة دخلوا بشكل مباشر في النزاع. وقاتلوا في الغالب في الألوية الدولية الموالية للجمهوريين، والتي تحتوي أيضًا على عدة آلاف من المنفيين من الأنظمة الموالية للقومية.
تقدم القوميون من معاقلهم في الجنوب والغرب، واستولوا على معظم الساحل الشمالي لإسبانيا في 1937. كما حاصروا مدريد والمنطقة إلى جنوبها وغربها في أغلب فترة الحرب. بعد أن تم السيطرة على معظم كاتالونيا سنة 1938 و1939، وعزلت مدريد عن برشلونة، أصاب اليأس الجمهوريين وأصبحوا عاجزين، بعد سقوط برشلونة دون مقاومة في يناير 1939، واعتراف فرنسا والمملكة المتحدة بنظام فرانكو في فبراير 1939، والصراع الداخلي بين الفصائل الجمهورية في مدريد في مارس 1939، ثم دخول فرانكو العاصمة وأعلن النصر في 1 أبريل 1939. وقد فر مئات الآلاف إلى مخيمات اللاجئين في جنوب فرنسا. أما من بقي من أولئك الذين ارتبطوا بالجمهوريين الخاسرين، فقد نالوا نصيبهم من الاضطهاد من القوميين المنتصرين. أسس فرانكو ديكتاتورية تم فيها دمج جميع الأحزاب اليمينية في هيكل نظامه.
أصبحت الحرب سمة بارزة في الانقسام السياسي وفي العديد من الفظائع التي وقعت من كلا الجانبين. فجرت عمليات تطهير منظمة في الأراضي التي استولت عليها قوات فرانكو كي يتمكنوا من تعزيز نظامهم المستقبلي. كما نُفذت عمليات إعدام جماعية على نطاق أقل في المناطق التي سيطر عليها الجمهوريون، بمشاركة السلطات المحلية التي تختلف من مكان إلى آخر.
ارتكب كلا من طرفي الصراع جرائم خطيرة، متهما الطرف الآخر بتلك الجرائم في الخطوط الأمامية والخلفية، مثل اعدام السجناء، والاختفاء القسري، والمحاكم خارج نطاق القضاء. قامت ديكتاتورية فرانكو بالتحقيق في الأعمال الإجرامية المرتكبة في المنطقة الجمهورية وأدانتها بشدة، حتى أنها وصلت إلى حد اعتبارها قضية عامة، وكل ذلك بضمانات إجرائية قليلة. ومن جانبهم لم يتم التحقيق في جرائم المنتصرين أو ملاحقتهم أبداً خلال نظام فرانكو، على الرغم من حقيقة أن بعض المؤرخين ورجال القانون يؤكدون أنه كانت هناك إبادة جماعية، بالإضافة إلى تخريب النظام المؤسسي، فقد جرت محاولة لإبادة المعارضة السياسية.
ميزت نتائج الحرب الأهلية التاريخ التالي لإسبانيا إلى حد كبير، بسبب طبيعتها الكارثية الاستثنائية طويلة الأمد: فكلا من معدل الوفيات والمواليد الذي ميز الهرم السكاني لأجيال والآثار المادية من تدمير المدن والهيكل الاقتصادي والتراث الفني، والمثقفين (نهاية ما يسمى العصر الفضي للأدب والعلوم) والسياسة (القمع في الجزء المدني لكلا الجانبين)، الذي حافظ عليه المنتصرون بكثافة أكبر أو أقل في جميع أنحاء دولة فرانكو، والنفي الجمهوري - والذي استمر فترة طويلة مابعد الحرب، بما في ذلك الاستثناء الجيوسياسي للحفاظ على نظام فرانكو حتى سنة 1975.

## البداية

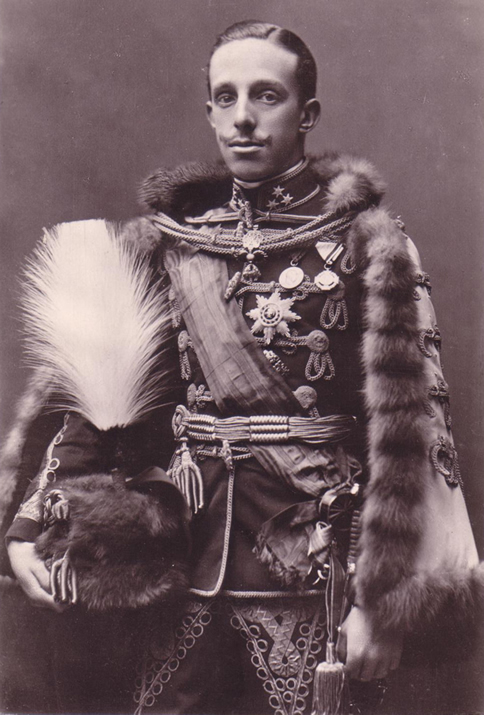
في 12 أبريل 1931، فاز الجمهوريون بالانتخابات وأعلنت الجمهورية الإسبانية الثانية وبعدها بيومين، استقال الملك ألفونسو الثالث عشر وذهب إلى المنفى.

كان القرن التاسع عشر قرنًا مضطربًا لإسبانيا. فقد تنافس على السلطة السياسية كلا من هؤلاء الذين يؤيدون إصلاح الحكومة الإسبانية والمحافظين الذين حاولوا منع الإصلاحات. وسعى بعض الليبراليين وفقًا للتقاليد التي بدأت بالدستور الأسباني لسنة 1812 إلى الحد من سلطة الملكية الإسبانية وإقامة دولة ليبرالية. لم تستمر إصلاحات 1812 بعد أن حل الملك فيرناندو السابع الدستور وأنهى حكومة ليبرالية. وجرى مابين سنة 1814 و 1874 حوالي 12 انقلابًا ناجحًا. حتى خمسينيات القرن التاسع عشر كان اقتصاد إسبانيا يعتمد أساسًا على الزراعة. كان هناك نمو بسيط للطبقة الصناعية والتجارية البرجوازية. ولكن ظل ملاك الأراضي من الأقلية الأوليغارشية أقوياء. مع عدد قليل من الأشخاص الذين يمتلكون عقارات كبيرة (يسمون latifundia) بالإضافة إلى استحواذهم جميع المناصب الحكومية الهامة.
أدت الانتفاضات الشعبية في سنة 1868 إلى الإطاحة بالملكة إيزابيل الثانية. وساعد عاملان مهمان تلك الانتفاضات: سلسلة من أعمال الشغب في المناطق الحضرية، وحركة ليبرالية داخل الطبقات الوسطى والجيش (بقيادة الجنرال خوان بريم)، الذين كانوا قلقين بشأن التشدد المتطرف للنظام الملكي. وفي سنة 1873 استلم الحكم الملك أماديو الأول من آل سافوي الذي تنازل عن الحكم بسبب الضغوط السياسية المتزايدة، وأعلن أول جمهورية إسبانية. ومع ذلك فإن مؤسسي الجمهورية عجزوا عن منع انحدار الجمهورية نحو الفوضى. فقام الجيش بعدة انتفاضات. حتى عادت الملكية القديمة مع عودة البوربون في ديسمبر 1874. فظهر الكارليون والفوضويون في معارضة الملكية. ساعد أليخاندرو ليروكس على إبراز مبدأ الجمهورياتية في كاتالونيا، حيث كان الفقر مستشريا فيها. توج الاستياء المتزايد من التجنيد والعسكرية بالأسبوع المأساوي في برشلونة سنة 1909.

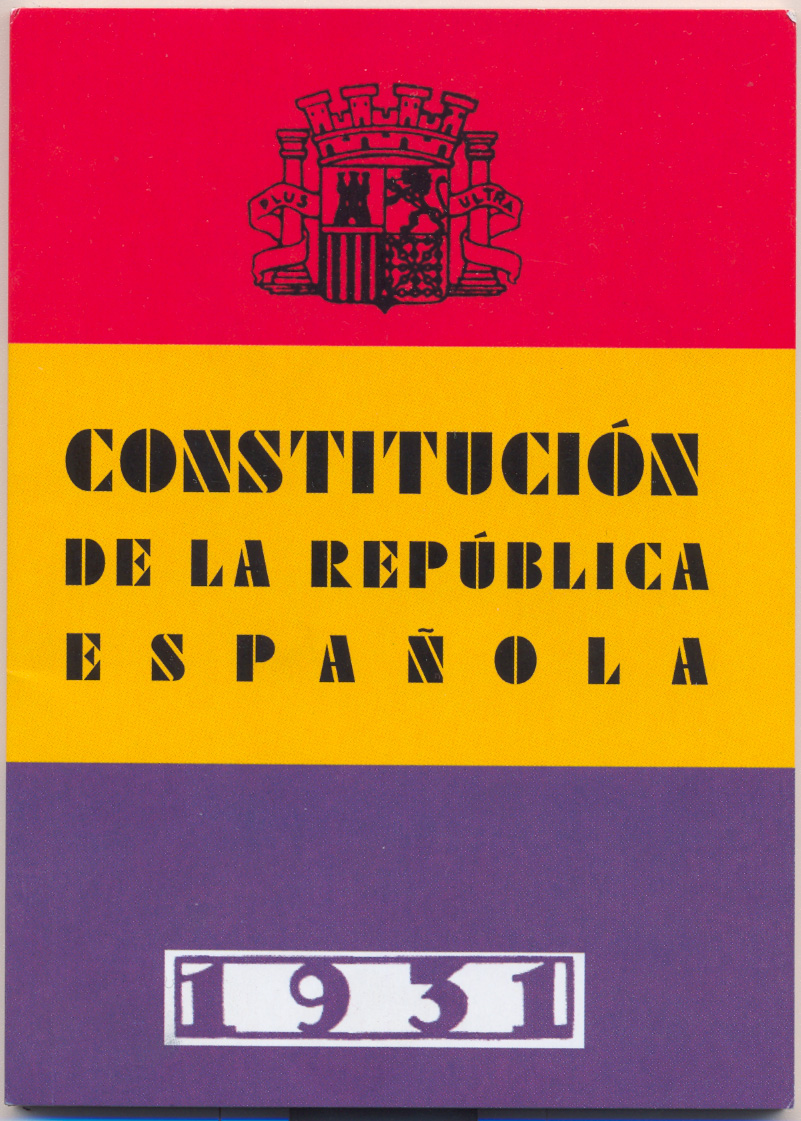
غلاف لدستور إسبانيا 1931.

كانت إسبانيا محايدة في الحرب العالمية الأولى. وبعد الحرب اتحدت الطبقة العاملة والصناعية مع الجيش على أمل إزالة الحكومة المركزية الفاسدة، لكنها لم تنجح. فازدادت المخاوف من الشيوعية، مما أدى بالجنرال ميغيل بريمو دي ريفيرا أن يقود انقلابا عسكريا أوصله إلى السلطة في 1923، فحكم أسبانيا بدكتاتورية عسكرية. ولكن بدأ نظامه بالضعف تدريجياً، مما حدا به بالاستقالة في يناير 1930. وحل محله الجنرال داماسو بيرينغير، الذي استبدل بدوره بالأدميرال خوان باتيستا أثنار؛ واصل الرجلان سياسة الحكم بمرسوم. كان هناك القليل من الدعم للنظام الملكي في المدن الكبرى. ونتيجة لذلك استسلم الملك ألفونسو الثالث عشر للضغوط الشعبية من أجل إنشاء جمهورية في 1931 ودعا الانتخابات البلدية في 12 أبريل من ذلك العام. فاز الجمهوريون الاشتراكيون والليبراليون بجميع عواصم المقاطعات تقريبًا، وبعد استقالة حكومة أثنار، فر الملك ألفونسو الثالث عشر من البلاد. في هذا الوقت تم تشكيل الجمهورية الإسبانية الثانية، وتولت السلطة حكومة مؤقتة برئاسة نيكيتو ألكالا زامورا.
خلال فترة أول سنتين من الجمهورية الإسبانية الثانية، تمت الموافقة على الدستور الجمهوري الجديد والحكومة الائتلافية من اليسار الجمهوري والاشتراكيون يوم 15 ديسمبر 1931 برئاسة مانويل أثانيا، بعد أن رفض الحزب الجمهوري الراديكالي مشاركته فيه. كونه على خلاف مع استمرارية الاشتراكيين في الحكومة، كانت إصلاحات الحكومة المؤقتة تهدف إلى تحديث الواقع الاقتصادي والاجتماعي والسياسي والثقافي الإسباني. تم تشكيل الحكومة الجديدة بعد انتخاب نيكيتو ألكالا زامورا رئيسًا للجمهورية، فأصبح مانويل أثانيا رئيسًا للحكومة.
ومع ذلك واجهت الإصلاحات التي قامت بها حكومة أثانيا الاشتراكية مقاومة كبيرة بين المجموعات الاجتماعية والحرفية التي إزاحتهم من مناصبهم المكتسبة: ملاك الأراضي ورجال الأعمال الكبار والممولين وأصحاب العمل والكنيسة الكاثوليكية والطوائف الدينية والجماعات الكاثوليكية والجماعات الملكية أو العسكرية «الأفريقية». وقاد الجنرال سانخورخو انقلابًا فاشلًا في أغسطس 1932. ولكن كانت هناك أيضًا مقاومة للإصلاحات الجمهورية من المنظمات الثورية الصريحة ولكنها معاكسة: تقودها المنظمات الأناركية (CNT وFAI). بالنسبة لهم مثلت الجمهورية «النظام البرجوازي» (لاتوجد فروقات كثيرة مع الأنظمة السياسية السابقة من الديكتاتورية والملكية) لذا يجب تدميرها لتحقيق «الشيوعية التحررية». وهكذا وقعت سلسلة من الانتفاضات الأناركية (في يناير وديسمبر 1933) ولكنها قمعت بقسوة.
انهار التحالف الذي قاده أثانيا ودعا إلى الانتخابات في نوفمبر 1933، حيث صوتت النساء لأول مرة وفاز فيها الحزب اليميني الكاثوليكي CEDA وحزب يمين الوسط الحزب الجمهوري الراديكالي برئاسة أليخاندرو ليروكس. وجاء تشكيل تلك الحكومة بهدف «تعديل» إصلاحات فترة السنتين الأولى وليس إلغاؤها، لدمج الجمهورية في اليمين «العرضي» (الذي لم يعلن صراحةً انتماؤه الملكي على الرغم من تعاطفه مع النظام الملكي، ولم يكن جمهوريًا) ممثلا في CEDA والحزب الزراعي الذي منحها دعما برلمانيا. وعندما دخلت CEDA الحكومة في أكتوبر 1934، اندلعت ثورة اشتراكية فاشلة تمكنت من البقاء في أستورياس لعدة أسابيع (المكان الوحيد الذي ساهمت فيه CNT)، وقد قمعت الثورة بقوة بتدخل الجيش الذي جلب من محمية المغرب قواته الاستعمارية من النظاميين والفيلق. حدث الشيء نفسه مع إعلان رئيس حكومة كاتالونيا لويس كومبنيس «الدولة الكتالانية» داخل «جمهورية إسبانيا الاتحادية» في 6 أكتوبر 1934.
أثارت ثورة أكتوبر 1934 مخاوف في حكومة السيدا-الراديكالية من نجاح محاولة مستقبلية «لثورة بلشفية». وقد زاد هذا من الضغط على الحزب الراديكالي من أجل تنفيذ سياسة تشريعية أو معادية للثورة بشكل أكثر حسمًا. في نهاية المطاف، أقنعت أحداث أكتوبر 1934 حزب سيدا أنه من الضروري الوصول إلى رئاسة الحكومة ليكون قادرا على إعطاء «منعطف استبدادي» الذي يحتاجه النظام حسب رأيهم، وجد زعيم سيدا خوسيه ماريا جيل روبلز فرصته عندما اندلعت فضيحتي سترابرلو ونومبيلا التي قضت على ليروكس وحزبه الراديكالي، لكن رئيس الجمهورية ألكالا زامورا رفض منح السلطة لحزب «عرضي» لم يعلن عن إخلاصه للجمهورية وعهد إلى تشكيل حكومة مستقلة عن ثقته، وهو مانويل بورتيلا فالاداريس الذي شكل في 15 ديسمبر حكومة جمهورية يمينية وسطية تتولى السلطة التنفيذية حتى يدعو ألكالا زامورا إلى الانتخابات لـ 16 فبراير 1936.
كانت نتيجة انتخابات فبراير 1936 توزيعًا متوازنًا للغاية للأصوات مع ميزة طفيفة لليسار (47.1٪) على اليمين (45.6٪)، بينما كان الوسط محدودًا بـ 5.3٪. لكن منذ أن أعطى النظام الانتخابي الأولوية للفائزين، ترجم ذلك إلى أغلبية مريحة لائتلاف الجبهة الشعبية.

### حكومة الجبهة الشعبية
شكل مانويل أثانيا زعيم الجبهة الشعبية حكومته في يوم الأربعاء 19 فبراير، وفقًا لما تم الاتفاق عليه، حيث تكونت من وزراء اليسار الجمهوري (تسعة من اليسار الجمهوري وثلاثة من الاتحاد الجمهوري). كان أحد أول القرارات التي اتخذتها الحكومة الجديدة هو إزاحة معظم الجنرالات المناهضين للجمهوريين من مراكز السلطة: فنقل الجنرال غوديد إلى القيادة العسكرية البليارية، والجنرال فرانكو إلى جزر الكناري، الجنرال مولا للحكومة العسكرية في بامبلونا. الجنرالات المهمون الآخرون، أمثال أورجاز وفياغاز وفانخول وسالجيت تركوا في وضع متاح وقريب.
أما الإجراء الأكثر إلحاحًا الذي كان يتعين على الحكومة الجديدة اتخاذه فهو العفو عن المدانين في أحداث أكتوبر 1934. وهو الأمر الذي طالبت به المظاهرات الصاخبة التي أعقبت الانتصار الانتخابي، والذي أدى بالفعل إلى فتح عدة سجون. والإجراء العاجل الآخر فكان استبدال رؤساء البلديات والمستشارين الذين انتخبوا في 1931 وتم تعليقهم خلال «فترة السنتين السوداوين» من الحكومات الراديكالية التي استبدلتهم برؤساء يمينيين. وفي 28 فبراير قررت الحكومة ليس فقط إعادة جميع العمال المفصولين لأسباب سياسية ونقابية متعلقة بأحداث 1934، ولكن تحت ضغط من النقابات أمرت الشركات بتعويض هؤلاء العمال عن الأجور غير المدفوعة. وبالمثل خرجت حكومة كتالونيا من السجن مستفيدة من العفو، ومصحوبة بمرسوم فوري صدر في 1 مارس باستئناف وظائف البرلمان وإعادة لويس كومبنيس رئيسا لحكومة كاتالونيا ومعه مستشاريه.
كانت «المسألة الزراعية» مشكلة أخرى وجب على الحكومة الجديدة معالجتها على وجه السرعة بسبب التعبئة المكثفة للفلاحين التي كانت تجري بدعم حازم من السلطات المحلية المستبدلة، حيث هددت بإثارة صراعات خطيرة في الريف، خاصة في إكستريمادورا. وفي 19 أبريل قدم وزير الزراعة ماريانو رويز فونيس عدة مشاريع قوانين: منها إلغاء قانون الإصلاح الزراعي منذ أغسطس 1935، وأصبح نافذا في 11 يونيو، بحيث أضحى قانون الإصلاح الزراعي لسنة 1932 ساريًا بالكامل. بفضل تلك القوانين والمراسيم بين مارس ويوليو 1936 استولى حوالي 115,000 فلاح -أكثر مما كان عليه في السنوات الثلاث السابقة- على نصف مليون هكتار. ومع ذلك استمر الصراع العنيف في الريف، ويرجع سببه إلى تشدد أصحابها وتطرف منظمات الفلاحين، مما أدى جميعها إلى حوادث عنيفة. ووقعت أعنفها في يستي (البسيط) في نهاية مايو 1936 حيث قُبِض على بعض الفلاحين الذين حاولوا قطع الأشجار في مزرعة خاصة إلى مواجهة دامية بين الحرس المدني وعمال اليومية، توفي فيها حارس واحد و 17 فلاحًا، وقُتل العديد منهم بدم بارد. أصيب نشاط البرلمان بالشلل طوال شهر أبريل تقريبًا بسبب عملية إقالة رئيس الجمهورية نيسيتو ألكالا زامورا، التي بدأها واعتمدها اليسار ووضع مكانه مانويل أثانيا الذي استلم منصبه في 10 مايو 1936، وفي 13 مايو تولي رئاسة الحكومة أحد أكثر المخلصين لأثانيا من اليسار الجمهوري، وهو سانتياغو كاساريس كيروغا والذي تولى حقيبة الحرب.

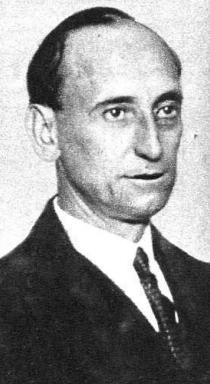
سانتياغو كاساريس كيروغا في 1931

استمرت حكومة كاساريس كيروغا الجديدة السياسة الإصلاحية التي بدأتها حكومة أثانيا، وكانت مهمتها الأساسية هي إعادة إحياء مراسيم ألغيت أو تم تعديلها خلال فترة السنتين التاليتين وإضافة مراسيم أخرى.
«استفادت لجان النقابات CNT / UGT المشتركة من قوتها الجديدة لإثارة مطالب أخرى في العمل بالمناقشات المستقبلية، والتي اعتبرها أرباب العمل مكلفة. فتعبئة العمال ومقاومة أصحاب العمل للتنازلات الجديدة أنتجت حركة من الإضرابات انتشرت انتشارًا بكامل الجمهورية...»
في سياق الإضرابات التي أعلنتها لجان CNT / UGT المشتركة وتكررت عدة مرات، ظهرت أقاويل عن ثورة ما. لكن لم تفكر أي منها في ذلك بعد فشلها في 1932 و 1933 و 1934، والاحتمال الوحيد بحدوث ذلك أنه سيكون رداً على محاولة انقلاب عسكري.
أما المشكلة الأخرى لحكومة كاساريس كيروغا فكانت الانقسام داخل حزب PSOE، وهو أكبر أحزاب الجبهة الشعبية الداعم للحكومة. أما بالنسبة للاشتراكيين، فقد تفاقمت الخلافات بين مجموعة «برييتو» و«كابييرو»، حيث عارض كابييرو بتشدد دخول الاشتراكيون في حكومة الجبهة الشعبية ودافع عن التفاهم بين «المنظمات العمالية» بانتظار اللحظة التي سيسهل فيها الاستيلاء على السلطة بعد أن تفشل «البرجوازية الجمهورية». أما بالنسبة لحزب سيدا CEDA فقد اختار القطاع الذي يقوده خوسيه ماريا جيل روبلز مقاطعة المؤسسات الجمهورية، ودعم طريق اليمين الملكي الممثلة في كتلة خوسيه كالفو سوتيلو الوطنية التي دعت علناً إلى اسقاط النظام الدستوري بالقوة عن طريق الانقلاب العسكري الذي كانوا يتعاونون بالفعل في تحضيره (سارع الكارليون من جانبهم بتشكيل ميليشياتهم المسماة ريجيتا Requet من أجل الانتفاضة العسكرية، وحافظوا على اتصالاتهم مع قادتها).

### العنف السياسي
وكانت المشكلة الأخرى هي زيادة العنف السياسي الناجم عن حزب الفلانخي الإسبانية الذي لم يكن في بداية سنة 1936 سوى قوة سياسية هامشية. ولكن بعد انتصار الجبهة الشعبية ازداد عدد أعضاءه من حوالي 6,000 مسلح إلى أكثر من عشرين ألفًا في غضون أسابيع قليلة. وكان أول هجوم كبير ارتكبوه هو هجومهم في 12 مارس ضد النائب الاشتراكي وأب دستور 1931 لويس خيمينيز دي أسيا الذي لم يصب بأذى لكن الشرطي الذي كان يرافقه قد قتل. فكان رد حكومة أثانيا هو حظر الحزب، واعتقال زعيمها خوسيه أنطونيو بريمو دي ريفيرا وأعضاء من مجلس الحزب السياسي في 14 مارس. فانتقل الحزب إلى العمل السري. ولكن لم يمنعه ذلك من الاستمرار في تنفيذ الهجمات والمشاركة في معارك ضد الشباب الاشتراكي والشيوعي. كما استمر في ممارسة العنف والترهيب ضد عناصر النظام المؤسسي للجمهورية. في ليلة 13 أبريل قتل قاضي محكمة استماع، الذي أدان بعض الفلانخيين المتورطين في الهجوم على خيمينيز دي أسيا. وفر العديد من المتورطين إلى فرنسا على متن طائرة يقودها ضابط عسكري. في الواقع أصدر الفلانخي في نشرته السرية قوائم سوداء بأسماء القضاة الذين تدخلوا في قضايا حكم غير موات لمصالحهم.
وقعت أهم الحوادث في 14 و 15 أبريل. حيث أقيم فيها عرض عسكري في شارع باسيو دي لا كاستيلانا في مدريد إحياءً للذكرى الخامسة للجمهورية. وبجوار المنصة الرئيسية التي يجلس بها رئيس الجمهورية بالإنابة دييغو مارتينيز باريو ورئيس الحكومة مانويل أثانيا، انفجرت قطعة أثرية وبعده أطلقت عدة طلقات، مما أسفر عن مقتل ملازم في الحرس المدني كان هناك بلباس مدني، وأصيب العديد من المتفرجين. اتهم اليمينيون واليساريون بعضهم البعض بالهجوم. وبعدها بيومين أقيمت جنازة الملازم، التي تحولت إلى مظاهرة مناهضة للجمهورية حضرها النواب جيل روبلز وكالفو سوتيلو وضباط الجيش وأعضاء الحكومة والعديد من المساعدين من القطاعات المحافظة. وتعرض موكب الجنازة لهجوم بمسدسات وبنادق آلية من أماكن مختلفة عبر شوارع المدينة، مما تسبب بفوضى وإطلاق نار عشوائي. كان هناك أكثر من 170 محتجزًا لجرائم الفوضى العامة واستخدام الأسلحة النارية ومقاومة السلطة، ومعظمهم ينتمون إلى الفلانخي.
تسببت هجمات واعتداءات قام بها الفلانخيون بين أبريل ويوليو بمقتل أكثر من خمسين ضحية من منظمات اليسار العمالي، معظمهم في مدريد. بالمقابل قتل نحو أربعين عضوًا من جماعة الفلانخ جراء تلك الأعمال أو من هجمات انتقامية للمنظمات اليسارية. وتعرضت المباني الدينية أيضًا للعنف (تم الاعتداء على مئات الكنائس والأديرة وحرقها) على الرغم من عدم سقوط ضحايا من رجال الدين في العنف السياسي من فبراير إلى يوليو.
«إستراتيجية التوتر» التي نفذها المسلحون الفلانخيون وردّت عليها المنظمات اليسارية، إلى جانب نمو منظمات شبابية يمينية شبه عسكرية (الميليشيات الفلانخية وريجيتا الكارلية) ومثلها يسارية (ميليشيات شباب الاشتراكي والشيوعيون والفوضويون)، والقوميون الباسك والكتالونيين (مليشيات اليسار الكتالوني وميليشيات PNV)، على الرغم من أنهم لم يكونوا مسلحين وكان نشاطهم الرئيسي هو الاستعراض، إلا أن ذلك فقد تسبب في إدراك الرأي العام خاصة المحافظ أن حكومة الجبهة الشعبية لم تتمكن من الحفاظ على النظام العام، الذي كان بمثابة مبرر لانقلاب عسكري الذي قد جري إعداده. كما ساهمت الصحافة الكاثوليكية واليمين المتطرف في هذا التصور، وحرضت على التمرد ضد الفوضى التي نسبتها إلى الحكومة الاستبدادية للجبهة الشعبية. «أعداء الله والكنيسة» مستفيدة من حقيقة أن المواجهة بين رجال الدين ومعارضيهم عادت إلى الصدارة بعد انتخابات فبراير مع خلافات مستمرة حول مسائل رمزية، مثل دق الأجراس أو مظاهر العبادة خارج الكنائس، مثل المواكب والمدافن الكاثوليكية. وفي البرلمان اتهم نواب يمينيون مثل خوسيه كالفو سوتيلو وخوسيه ماريا جيل روبليس الحكومة بفقدان السيطرة على النظام العام.
ذكرت دراسة هي أكثر شمولاً حتى الآن بشأن حوادث العنف السياسي بين فبراير ويوليو 1936 مامجموعه 189 حادثة و 262 حالة وفاة، 112 منها بسبب تدخل قوات النظام العام. ومن بين الضحايا الـ 262 كان هناك 148 من مسلحي اليسار و 50 من اليمين و 19 من قوات النظام العام، و 45 غير محددة هويتهم. وتؤكد نفس الدراسة أن عدد قتلى العنف السياسي انخفض بقوة في يونيو ويوليو إلى 24 و 15 قتيل على التوالي (كان الشهر الأكثر دموية هو مارس بـ 93 قتيل).
استخدم المنتصرين في الحرب الأهلية أحداث الأشهر الخمسة الأولى في حكومة الجبهة الشعبية -من فبراير إلى يوليو 1936- بأنها مبرر لانتفاضتهم. ومع أن معظم المؤرخين لايزالون يعتقدون إلى الآن أنه لم يكن هناك أي حديث عن «ربيع مأساوي» فقدت فيه حكومة «الجبهة الشعبية» سيطرتها على الوضع. وكان استنتاج معظم المؤرخين واضح:“إن عدم الاستقرار السياسي الحقيقي في ربيع 1936 لايخول بأي شكل من الأشكال الانتفاضة العسكرية [في يوليو 1936]، ولاحتى يبررها". أظهر المجتمع الإسباني وسياساته علامة لا لبس فيها على وجود أزمة، ولكن هذا لايعني أن المخرج الوحيد هو الحرب الأهلية".
خلال الأشهر الأولى من 1936 كان هناك استقطاب حاد في السياسة الإسبانية، ففي أقصاها اليسار الثوري واليمين الفاشي، وفي الوسط اليسار المعتدل واليمين الجمهوري جنبًا إلى جنب مع مركز مناهض للكنيسة مقابل يمين بمكون كاثوليكي قوي. والملكية (التي يعتنقها العديد من الجنود وملاك الأراضي والتسلسل الهرمي الكاثوليكي الذين رأوا موقعهم المتميز ومفهومهم لوحدة إسبانيا في خطر). هذا الانقسام يمكن أن يعود إلى القرن التاسع عشر عندما حدثت عملية التغيير الصعبة التي بدأت في 1808 لإنهاء الحكم المطلق الذي أثقل كاهل البلاد، مع الحفاظ على اختلافات اقتصادية قوية بين المتميزين وغير المحظوظين، والتي تمكنت الاعتدالية في القرن التاسع عشر من التغلب عليها جزئيا. وكانت النتيجة سكان الريف مقسّمين بين عمال يومية والأناركيين وصغار ملاك الأراضي الذين يتمسكون (وتهيمن عليهم) الكنيسة والزعامات المحلية؛ البيروقراطيون الملتزمون والطبقة العاملة بأجور منخفضة للغاية، وبالتالي ظهرت ميول ثورية نموذجية للقرن الجديد، جعل الانقسام بين الطبقات الفقيرة واضحًا أيضًا. كان هناك أيضًا تقليد منذ القرن التاسع عشر وهو أن المشكلات لا تحل إلا عن طريق تمرد عسكري. فليس غريبا إذن في إسبانيا التي تميزت بديكتاتورية بريمو دي ريفيرا ومحاولات فاشلة مثل تلك التي قام بها خوسي سانخورخو، ظهرت مرة أخرى السيوف فكان هناك خوف من الإطاحة بالحكومة الجديدة. وأثبتت الأحداث أن المتشائمين كانوا على حق.

## البداية:الانقلاب العسكري

طريق دراجون رابيد، الطائرة التي أخذت فرانسيسكو فرانكو إلى تطوان حيث تولى قيادة قوات المتمردين.

### المؤامرة العسكرية
قام اليمين بمجرد علمه بفوز الجبهة الشعبية بمحاولة انقلابية لوقف تسليم السلطة إلى الفائزين. فطالب جيل روبلز بدون جدوى من رئيس الوزراء بالوكالة مانويل بورتيلا فالاداريس إعلان «حالة الحرب» وإلغاء الانتخابات. تبعه الجنرال فرانكو الذي لا يزال رئيس هيئة الأركان العامة للجيش، فاتصل على فالاداريس مقترحا إعلان الأحكام العرفية وخروج الجيش. (التي بموجب قانون النظام العام لسنة 1933 تفترض أن السلطة تنتقل إلى السلطات العسكرية). ولكن تنصل كلا من رئيس الحكومة [فالاداريس] ووزير الحرب الجنرال نيكولاس موليرو، فاستقالت حكومة فالاداريس قبل تشكيل الحكومة الجديدة.
وفي 8 مارس اجتمع عدد من الجنرالات (إميليو مولا ولويس أورجاز يولدي وفياغاز وخواكين فانخول وفرانسيسكو فرانكو إلى جانب العقيد خوسيه إنريكي فاريلا والملازم فالنتين غالارزا من UME)، واتفقوا على خلق انتفاضة عسكرية تسقط حكومة الجبهة الشعبية المشكلة حديثًا واستعادة النظام في الداخل وهيبة إسبانيا الدولية. كما تم الاتفاق على أن يتم تشكيل الحكومة من مجلس عسكري يرأسه الجنرال سانخورخو الموجود منفاه في البرتغال. فبدأ الجنرال مولا مع نهاية أبريل إدارة مؤامرة الانقلاب (وبالتالي نقل مركز المؤامرة من مدريد إلى بامبلونا)، واعتمد الاسم الرمزي «المدير». وتابع مشروع تشكيل المجلس العسكري الذي يرأسه الجنرال سانخورخو، وبدأ في صياغة ونشر سلسلة من التعميمات أو «التعليمات المحجوزة» حدد فيها المؤامرة المعقدة التي سينفذها الانقلاب. فأصدر أول «خمسة تعليمات محفوظة» في 25 مايو، وظهرت بالفعل فكرة أن الانقلاب يجب أن يكون مصحوبا بقمع عنيف.
حصل مولا على تفاهمات من عدة حاميات حول الانقلاب، وذلك أيضًا بفضل المخطط السري لـ UME، ولكنه لم يكن متفقا معهم بالكامل، حيث كان متشككا إن كان الانقلاب سينتصر في أهم مكان وهي العاصمة مدريد، وكذلك كاتالونيا والأندلس وفالنسيا. ولكن كانت المشكلة أن افكار الجيش المتورط في الانقلاب القادم ليست نفس أفكار انقلاب في 1923، فليس لديهم الآن الجيش بأكمله (لا الحرس المدني ولا قوات الأمن الأخرى) لدعمه. كما أن موقف المنظمات العمالية والفلاحين كان سلبيًا أمام انقلاب 1923، ولكنهم الآن أعلنوا أنهم سيشعلون ثورة. لهذه الأسباب تأخر موعد الانقلاب العسكري مرارًا وتكرارًا. بالإضافة إلى ذلك طلب الجنرال مولا أو «المدير» الدعم المادي من أحزاب اليمين، ودعم ميليشيات الأحزاب المناهضة للجمهورية (قوات الريجيت والفلانخي). وقد تلقت حكومة كاساريس كيروغا أخبارًا من مصادر مختلفة عن تلك المخططات، ولكنها لم تتصرف بقوة ضدهم. فنقلت الجنرالات المشتبه بهم من مناصبهم المؤثرة. حيث عزلت فرانكو من منصب رئيس الأركان ونقلته إلى قيادة جزر الكناري. وعزلت مانويل غوديد من منصب المفتش العام وأصبح جنرالًا في جزر البليار،ونقلت إميليو مولا من منصب قائد الجيش الأفريقي إلى القائد العسكري لبامبلونا في نافار، وهذا سهل له قيادة متمردي البر الإسباني. أصبح الجنرال خوسيه سانخورخو زعيما صوريًا للعملية وساعد في التوصل إلى اتفاق مع الكارليين، ومولا كبير المخططين والثاني في القيادة. تم وضع خوسيه أنطونيو بريمو دي ريفيرا في السجن في منتصف مارس لتقييد الفلانخ. ومع ذلك لم تكن الإجراءات الحكومية دقيقة كما قد تكون، ولم يتم العمل على تحذيرات مدير الأمن وشخصيات أخرى.

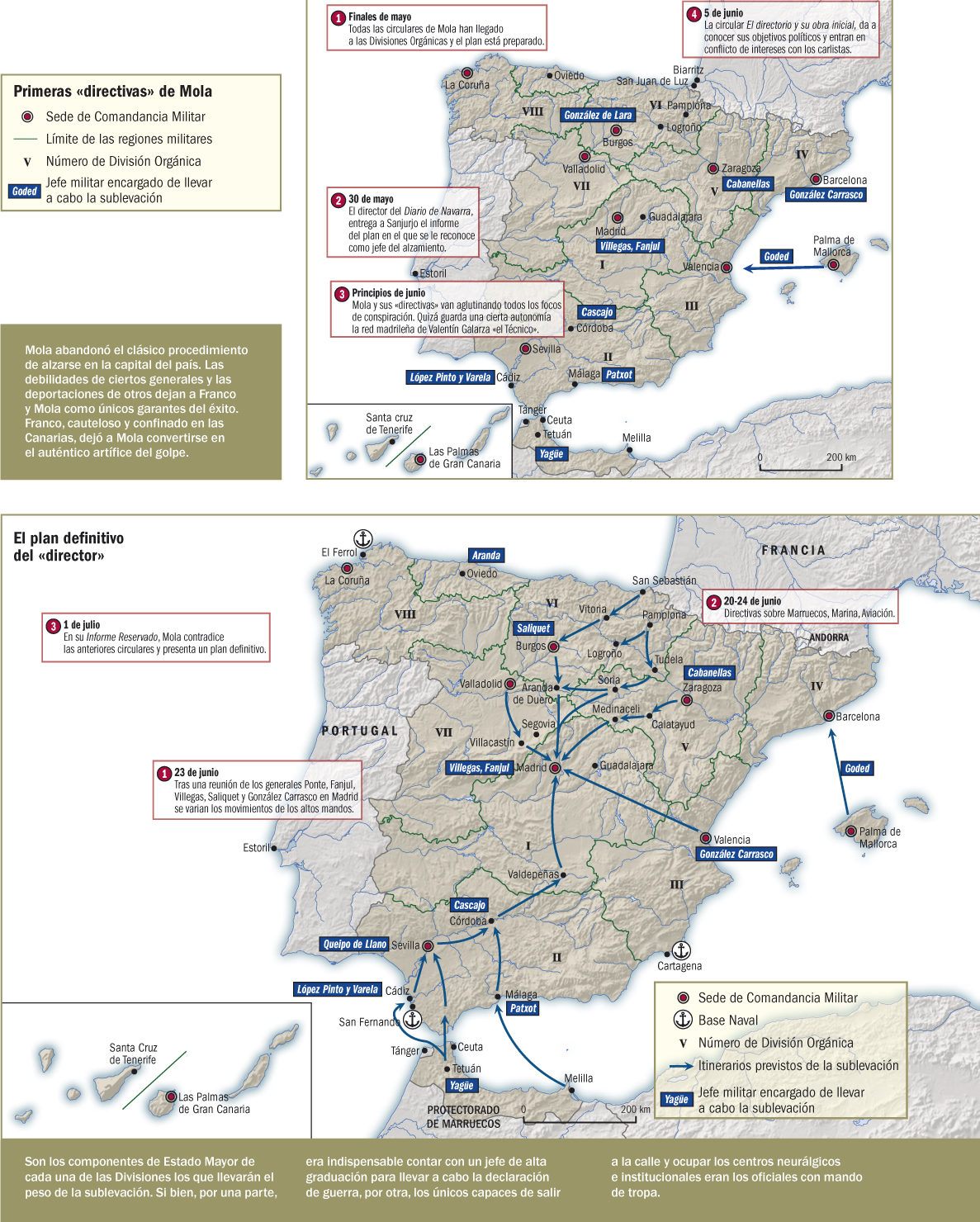
خرائط تمثل الخطط التي حددها مولا لتنفيذ الانقلاب لإسقاط الجمهورية الثانية.

كان تصور مولا للنظام الجديد على أنها «دكتاتورية جمهورية»، على غرار سالازار البرتغال وتكون نظام استبدادي شبه تعددي بدلاً من ديكتاتورية فاشية استبدادية. ستكون حكومة التأسيس «إدارة عسكرية» بالكامل، مما يخلق «دولة قوية ومنضبطة». ويكون الجنرال سانخورخو رئيسًا لهذا النظام الجديد، نظرًا لكونه محبوبًا ومحترمًا داخل الجيش، على الرغم من أن منصبه هو رمزي جدا بسبب افتقاره إلى المواهب السياسية. ويتم تعليق دستور 1931 ليحل محله «برلمان تأسيسي» جديد يتم اختياره من قبل ناخبين يتم تطهيرهم سياسياً، وسيصوتون على قضية الجمهورية مقابل الملكية. وستبقى بعض الأمور الليبرالية، مثل الفصل بين الكنيسة والدولة وكذلك حرية الدين. ويتم حل القضايا الزراعية بين المفوضين الإقليميين على أساس الحيازات الصغيرة ولكن الزراعة الجماعية مسموح بها في بعض الظروف. ويتم احترام تشريعات ماقبل فبراير 1936. والعنف مطلوب لتدمير معارضي الانقلاب، على الرغم من أن مولا لم يكن يتصور المقابر الجماعية والقمع الذي ظهر خلال الحرب الأهلية. كان مهما لمولا التأكيد على أن جوهر الثورة هو خيار الجيش، وهو أمر لن يخضع لمصالح خاصة، وأن الانقلاب سيجعل القوات المسلحة أساس الدولة الجديدة. ومع ذلك تم نسيان الفصل بين الكنيسة والدولة بمجرد أن اتخذ النزاع أبعاد الحرب الدينية، وأذعنت السلطة العسكرية بشكل متزايد للكنيسة والتعبير عن المشاعر الكاثوليكية. ولكن يبقى برنامج مولا غامض وليس سوى رسم تقريبي، فقد كانت هناك خلافات بين الانقلابيين حول رؤيتهم لمستقبل إسبانيا.
أما فرانكو فقد كان مترددا حتى أوائل يوليو، فوصفه المتآمرين الآخرين بأنه «ملكة جمال جزر الكناري 1936». إلا أنه ظل اللاعب الرئيسي بسبب هيبته كمدير سابق للأكاديمية العسكرية، وقمعه إضراب عمال المناجم الاستوريين في 1934. وله احترامه داخل جيش إفريقيا وهي أقوى قوة في الجيش. وقد كتب رسالة مشفرة إلى كاساريس يوم 23 يونيو، أشار فيها إلى أن الجيش يدبر مؤامرة انقلابية، ولكنه يمكن ضبط الأمر إذا تم تكليفه برئاسة الأركان. كان فرانكو يفضل ما اعتبره استعادة النظام بموافقة الحكومة الشرعية، بدلاً من المخاطرة بكل شيء في انقلاب غير مضمون النتائج. السؤال ماهي نوايا فرانكو؟. رأى البعض في هذه الرسالة عرضًا أخيرًا للولاء للحكومة الشرعية. وقد فسرها آخرون على أنها مناورة تهدف إلى تغطية ظهره في حالة الفشل. حثت الرسالة الحكومة على أن تطلب من الجنرالات أن يتخلوا عن آرائهم السياسية، وإبداء النصح لهم بشأن مخاوف وهموم مرؤوسيهم لمشاكل الوطن الخطيرة. ولم يرد كاساريس كيروغا على الرسالة ولم يفعل شيئًا، ففشل في الإمساك بفرانكو ولا حتى شرائه، فقد كان من المستحيل ارجاعه للقيادة العامة، ومن الأفضل أن يتولى فرانكو السيطرة على المغرب في النظام الجديد حتى يهمش هناك. وفي 5 يوليو تم استئجار طائرة لنقل فرانكو من جزر الكناري إلى المغرب، حيث وصلها يوم 14 يوليو. وفقًا لستانلي باين عُرض على فرانكو أن يكون بديلا عن مولا، لأن تخطيط مولا للانقلاب أصبح معقدًا جدا ولن يكون سريعًا كما كان مأمولا، وقد يتحول التمرد إلى حرب أهلية مصغرة ستستمر عدة أسابيع. وهكذا خلص مولا إلى أن القوات في إسبانيا غير كافية للمهمة، ومن الضروري استخدام وحدات النخبة من شمال إفريقيا، وهو أمر اعتقد به فرانكو دائمًا.

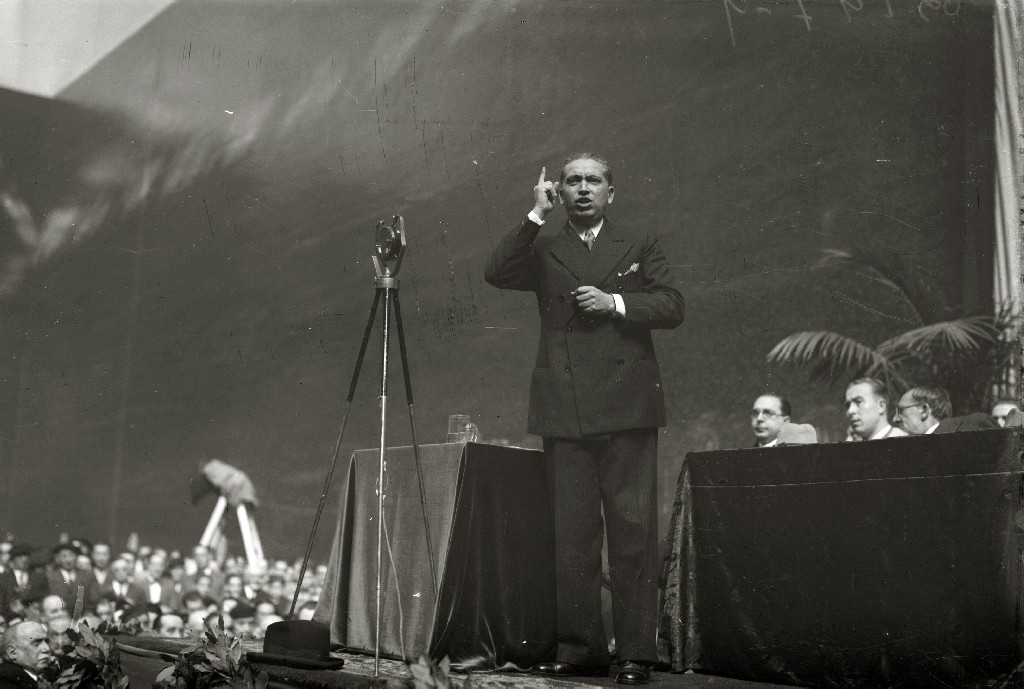
خوسيه كالفو سوتيلو متحدثا أمام تجمع حاشد في أوروميا (سان سيباستيان) سنة 1935.

بعد ظهر يوم الأحد 12 يوليو اغتيل الضابط من حرس الاقتحام خوسيه كاستيلو وهو مدرب عسكري للميليشيات الاشتراكية في أحد الشوارع وسط مدريد على أيدي مسلحين يمينيين (ربما من حزب المجتمع التقليدي أو الفلانخي). وردا على ذلك قام زملائه رجال الشرطة بقيادة نقيب من الحرس المدني فرناندو كورتيس باختطاف خوسيه كالفو سوتيلو زعيم الملكيين ألفونسيون (لم يكن لديه علاقة بقتل الملازم كاستيلو) في الساعات الأولى من اليوم التالي. حيث قتل وتركت جثته في مستودع مقبرة المدينا. وفي جنازته أقسم اليميني الملكي أنطونيو جويكوتشيا رسميا «لتكريس حياتنا لهذه المهمة الثلاثية: أنت مثلنا الأعلى، وسننتقم لموتك وننقذ إسبانيا». من جانبه قال زعيم سيدا خوسيه ماريا جيل روبلز في الكورتيس للنواب اليسار «انتم تتحملون دم السيد كالفو سوتيلو» وطالب الحكومة بتحمل المسؤولية الأخلاقية عن الجريمة ورعاية العنف.
أثار مقتل كالفو سوتيلو بمشاركة الشرطة ردود فعل قوية بين معارضي الحكومة من اليمين. فأراد مولا الاستفادة من الضجة التي تسببت فيها الجريمة، فقدم تاريخ الانتفاضة إلى 17 و 18 يوليو 1936. وإدعى ستانلي باين أنه قبل هذه الأحداث، ضعفت فكرة تمرد ضباط الجيش ضد الحكومة؛ قدّر مولا أن 12 ٪ فقط من الضباط يدعمون الانقلاب بشكل قوي، وفي مرحلة ما فكروا في الفرار من البلاد خوفًا من تعرضهم للخطر، وكان يجب على المتآمرين إقناعهم بالبقاء معهم. لذا بحسب باين فإن اختطاف وقتل سوتيلو حوّل «المؤامرة العرجاء» إلى ثورة يمكن أن تؤدي إلى حرب أهلية. إن تورط قوى النظام العام وعدم اتخاذ إجراءات ضد المهاجمين أضر بالرأي العام الحكومي. لم يتم اتخاذ أي إجراء فعال؛ يشير باين إلى حق النقض المحتمل من قبل الاشتراكيين داخل الحكومة الذين قاموا بحماية القتلة الذين تم سحبهم من صفوفهم. كان مقتل زعيم برلماني على يد شرطة المقاطعة غير مسبوق، والاعتقاد بأن الدولة قد توقفت عن الحياد والفعالية في واجباتها شجع قطاعات مهمة من اليمين بالانضمام إلى التمرد. في غضون ساعات من علمه بالجريمة وردود الفعل، غير فرانكو رأيه بشأن التمرد وأرسل رسالة إلى مولا لإظهار التزامه الثابت. وقد طالب الاشتراكيون والشيوعيون بقيادة إنداليسيو برييتو بتوزيع الأسلحة على الشعب قبل الجيش. إلا أن رئيس الوزراء كان مترددا.

### التمرد من 17 إلى 20 يوليو

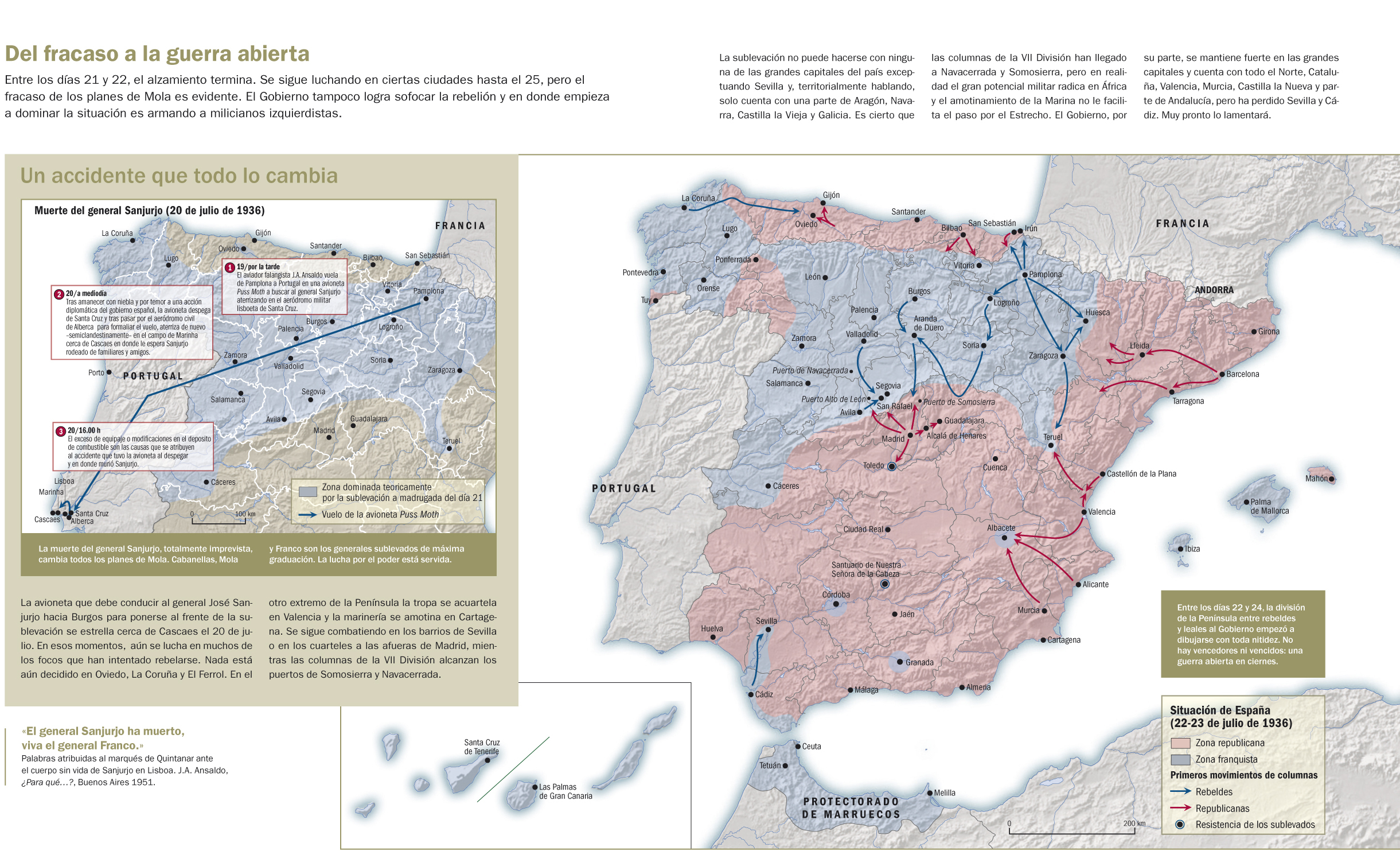
الوضع في 23 يوليو 1936 بعد الفشل الانقلاب الجزئي. اللون الأزرق المناطق التي استولى عليها المتمردون

وفي صباح يوم 17 يوليو اجتمع ضباط حامية مليلية المتآمرين في غرفة خرائط الجيش لوضع اللمسات الأخيرة على الخطط. فقد أبلغ العقيد خوان سيغي الزعيم المحلي للفلانخي وقائد الانقلابين في شرق المغرب المتآمرين بالوقت الذي ستبدأ فيه الانتفاضة: 05:00 يوم 18 يوليو. ولكن وبشكل غير متوقع، أبلغ أحد قادة الفلانخي المحليين عن خطط المؤامرة، ووصلت المعلومات إلى الجنرال مانويل روميراليس، الذي أبلغ بدوره كاساريس. وأرسل دورية من حرس الاقتحام وطوقوا المبنى. وكانت تلك مفاجأة غير سارة للانقلابيين العسكريين. وعلى الفور اتصل العقيد داريو جازابو بوحدة الفيلق الإسباني لمساعدته. عندما وصل رجال الفيلق إلى مكان الحادث، أضحوا أكثر عددا من حرس الاقتحام فاستسلموا لهم. وفي تلك اللحظات ذهب العقيد سيغي إلى مكتب روميراليس والمسدس في يده. وفي الداخل تمكن العقيد سيغي من دفع الجنرال إلى الاستسلام دون إبداء أي مقاومة. وبعد ذلك أعلن الضباط الثائرون حالة حرب واحتلوا جميع المباني العامة في مليلية وفرض الأحكام العرفية. وقد تم إبلاغ زملائه في المحمية المغربية بأنه تم اكتشافهم. وقد أدى ذلك إلى تقديم التاريخ المخطط له في المغرب. ثم امتد التمرد في الأيام الثلاثة التالية إلى حاميات شبه الجزيرة وجزر الكناري وجزر البليار. وفي 18 يوليو رفض كاساريس كيروغا عرض المساعدة من (CNT) و (UGT)، مما دفع تلك الأحزاب إلى إعلان إضراب عام، إلا أنها تعبئة في الواقع. ففتحوا مخابئ للأسلحة، وقد دفن بعضها منذ ثورة 1934 وشكلوا ميليشيات. غالبًا ما انتظرت قوات الأمن شبه العسكرية نتيجة عمل الميليشيات قبل الانضمام أو قمع التمرد. غالبًا ما كان التحرك السريع من قبل المتمردين أو الميليشيات الفوضوية كافيًا لتقرير مصير البلدة. قام الجنرال غونزالو كويبو دي يانو بتأمين إشبيلية للمتمردين، حيث ألقى القبض على الضباط الجمهوريين.

### محصلة الانقلاب
فشل المتمردون في تحقيق هدفهم الرئيسي المتمثل في الاستيلاء على مركز القوة العصبية؛ وهي مدريد ولا المدن الكبيرة مثل برشلونة وفالنسيا وبلباو ومالقة أو مرسية (مع أنهم سيطروا على إشبيلية وبلد الوليد وسرقسطة وقرطبة)، ولكنهم سيطروا حوالي نصف الأراضي الإسبانية، حيث سيطروا على الثلث الشمالي من شبه الجزيرة (غاليسيا وليون وكاستيلا القديمة وألافا ونافارا ومعظم مقاطعة قصرش ومعها عاصمتها، والنصف الغربي من أراغون ومنها ثلاث عواصم إقليمية) باستثناء قطاع كانتابريا الذي شكلته أستورياس وسانتاندر وبيسكاي وغيبوثكوا التي تم عزلها عن بقية المنطقة الجمهورية، وكتالونيا. وسيطروا أيضًا على مدن قرطبة وقادس الأندلسيتين في مقاطعة إشبيلية وهما متصلتان ببعضهما بشريط ضيق مما وفر لفرانكو نقطة انزال لأوائل القوات الإفريقية، وكذلك مدينة غرناطة لكنها معزولة عن الباقي. وكذلك كامل محمية المغرب والأرخبيلين: جزر الكناري وجزر البليار (عدا جزيرة لا بالما ومينوركا). خارج هذه المنطقة سيطروا على بعض الأماكن المعزولة ونقاط المقاومة داخل المنطقة الجمهورية، مثل مدينة أوفييدو (التي عانت من حصار الجمهوريين لمدة 90 يومًا حتى دخلتها القوات الفرانكوية في 17 أكتوبر) وسيمانقة في خيخون والكازار دي توليدو. بشكل عام فإن المناطق التي سيطر عليها المتمردون هي مناطق داخلية ريفية، ومن أكثر المناطق تخلفا اجتماعيا، بها ملاك زراعيون كبار ومتوسطي الدخل. وبروليتاريا زراعية واسعة النطاق».
في المنطقة المتمردة، تسببت وفاة زعيم التمرد الجنرال سانخورخو في حادث تحطم طائرة بصدمة، فقرر الجنرالات المتمردين إنشاء مجلس الدفاع الوطني يوم الخميس 23 يوليو، والذي شكل في اليوم التالي في بورغوس. ويتكون مجلس قيادته من الجنرالات ميغيل كابانيلاس الذي عين رئيسًا لمجلس القيادة لكونه أقدم الجنرالات وأندريس ساليكيت وميغيل بونتي وإميليو مولا وفيديل دافيلا. وفي المرسوم رقم 1 الذي نشره المجلس أكد بأنه تولى جميع سلطات الدولة، وأنه يمثل البلد أمام الدول الأجنبية، ولكن لم تعترف به أي دولة مُقِرَةّ بحكومة شرعية واحدة لإسبانيا برئاسة اليساري خوسيه جيرال. ثم بدأ هجوم القوات المتمردة من المدن التي انتصروا فيها، وأطلقت دعايتهم القومية على تلك المعارك بحروب الاسترداد لأخذ المدن من الجمهوريون أو تحرير المحاصرين من قواتهم من القوات الحكومية، مثل حصار أوفييدو وحصار ألكازار.
أما في منطقة الجمهورية فقد تمكنت قواتها من قمع التمرد في أكثر من نصف إسبانيا، بما فيها كل المناطق الصناعية، ويرجع الفضل في ذلك جزئياً إلى مشاركة الميليشيات التي سلحت من الاشتراكيين والشيوعيين والفوضويين، وكذلك ولاء معظم حرس الاقتحام، وولاء الحرس المدني في برشلونة. وكان الحاكم العسكري في كارتاخينا توريبيو مارتينيز كابريرا مؤيدًا للجبهة الشعبية وكذلك عارض بحارة قاعدة كارتاخينا البحرية الانقلاب العسكري، الذي تسبب إلى جانب أعمال الشغب الشعبية دامت 19-20 يومًا في فشل حركة الانقلاب في القاعدة البحرية وباقي منطقة مرسية. وتحتل المنطقة الموالية للجمهورية تقريبًا النصف الشرقي من إسبانيا: الجزء الشرقي من أراغون (عدا العواصم الثلاثة) وكاتالونيا وبلنسية ومرسية والأندلس الشرقية (عدا غرناطة) ومدريد وقشتالة الجديدة [الإسبانية] ولامانشا. في الغرب سيطرت على مقاطعتي باداخوز وولبة. وعزل عن هذه المنطقة شريط كانتابريا الذي شكله أستورياس (عدا أوفييدو وخيخون) وسانتاندير وبيسكاي وغيبوثكوا. كانت الأراضي الموالية متفوقة في الامتداد عن مناطق المتمردين، وبوجه عام فإن تلك المناطق «أكثر تطوراً اجتماعياً وأكثر تمدنا وأكثر صناعية وفيها مراكز الطبقة العاملة الحديثة المنظمة».
وهكذا كانت نتيجة التمرد غير مؤكدة لأنها نجحت في أماكن وفشلت في أماكن أخرى، بحيث قسمت إسبانيا إلى منطقتين: واحدة سيطر عليها الجيش الذي ثار ضد الجمهورية (المنطقة المتمردة) وأخرى بقي مخلصا للحكومة (منطقة الجمهورية). وتمكن المتمردون من الاستيلاء على ما يقرب من ثلث أراضي إسبانيا، ولكن لم يكن لأي من الطرفين التفوق المطلق على الآخر. فالإطاحة بالجمهورية بتمرد سريع قد فشل فشلاً ذريعاً. لذا استعد الجانبان لما لا مفر منه: معارك لثلاث سنوات طويلة انهكت إسبانيا. فالحرب الأهلية الإسبانية قد بدأت للتو.

## التحضير للعمليات العسكرية
| بداية منطقة القوميون – يوليو 1936 تقدم القوميون حتى سبتمبر 1936 تقدم القوميون حتى أكتوبر 1937 تقدم القوميون حتى نوفمبر 1938 تقدم القوميون حتى فبراير 1939 آخر منطقة تحت السيطرة الجمهورية مراكز القوميون الرئيسة مراكز الجمهوريون الرئيسة | معارك برية معارك بحرية مدن مقصوفة معسكرات اعتقال مذابح مخيمات لاجئين |

الخريطة العامة للحرب الأهلية الإسبانية (1936–39).
الرموز
بداية منطقة القوميون – يوليو 1936
تقدم القوميون حتى سبتمبر 1936
تقدم القوميون حتى أكتوبر 1937
تقدم القوميون حتى نوفمبر 1938
تقدم القوميون حتى فبراير 1939
آخر منطقة تحت السيطرة الجمهورية مراكز القوميون الرئيسة
مراكز الجمهوريون الرئيسة
معارك برية
معارك بحرية
مدن مقصوفة
معسكرات اعتقال
مذابح
مخيمات لاجئين

ذكر معظم المؤرخين قضية مثيرة للجدل بأن 70٪ من 15,000 من القادة والضباط النشطين في 1936 قاتلوا في جانب المتمردين (قتل أو سجن 1236 منهم كونهم رفضوا المشاركة مع الطرف المنتصر في الموقع)، على العكس من ذلك لم يتمرد معظم الجنرالات المائة. ومن بين 210,000 من الجنود وضباط الصف الذين شكلوا نظريًا الجيش النظامي في 1936، انضم حوالي 120,000 إلى منطقة التمرد منهم 47,000 من جيش إفريقيا الذي كان صفوة الجيش الاسباني. أما الحرس المدني فانقسم بين متمرد وموالي للجمهورية.
إذا تم النظر في التطور العسكري خلال الحرب، فإن البيانات كانت لصالح المتمردين، بسبب ازدياد اعداد ضباط الجانب المتمرد خلال تلك الفترة لتصل إلى 14,104 جندي في 1 أبريل 1939، بينما تناقص هذا العدد في الجانب الجمهوري حتى وصل إلى 4,771، ويرجع ذلك أساسًا إلى خروج العديد من الرؤساء والضباط خلال الحرب إلى الجانب الآخر. كما أشار المؤرخ فرانسيسكو عليا ميراندا من جامعة كاستيا لا مانتشا، يجب أن يوضع في الاعتبار أن معظم الضباط الـ 18,000 الذين كانوا في إسبانيا في يوليو 1936 رحبوا للانقلاب، حيث غلبة العقلية المحافظة بينهم سواءا العقود أو العسكر. لم يكن على المتمردين بناء جيش، لأنه لديهم وحداتهم العسكرية (وقوات النظام العام) التي تمردت خلال الانقلاب، والتي نظمها وأدارها قادتها الفعليون، مثل جيش محمية المغرب الذي سمي جيش أفريقيا ويتكون من الفيلق الإسباني والقوات الأهلية النظامية (جنود مغاربة بقيادة ضباط إسبان) التي شكلت أكثر القوات العسكرية خبرة في الجيش الإسباني بأكمله. بالإضافة إلى مليشيا ريجيتا الكارلية والميليشيات الفلانخية التي دعمت المتمردين، فاندمجوا في الجيش باعتبارهم حلفاء وليسوا أعداء.
أما العامل الآخر الذي فسر انخفاض عدد القادة والضباط في الجانب الجمهوري، وهو أن أكثر من نصف أولئك الذين بقوا في تلك المنطقة بعد الانقلاب رفضوا طاعة السلطات الجمهورية، وهو أمر لم يحدث ذلك من جانب المتمردين. ففي الجانب المتمرد أعدم أو طرد 258 عسكريا من الجيش، بينما في الجانب الجمهوري تم طرد 4450 عسكريا، منهم 1772 أعدموا رميا بالرصاص. وحتى في هذا الجانب لم يُمنح العديد من الضباط قيادة القوات لأنهم لا يثقون بهم لذلك فقد أعطوهم مناصب إدارية. بالإضافة إلى أن الميليشيات العمالية وخاصة الميليشيات الكونفدرالية CNT-FAI لا تثق في مؤسسة الجيش باستثناء الميليشيات الشيوعية. وأيضا لم يستطع الجانب الجمهوري الاعتماد عمليا على أي وحدة عسكرية منظمة ومنضبطة بالكامل مع جميع قادته وضباط الصف، فخلال الأشهر الأولى كانت القوة العسكرية التي واجهت الجيش المتمرد هي قوات من أرتال وطوابير مرتجلة من وحدات فضفاضة وميليشيات العمالية يقودها ضباط مهنيين، تشكلت بعد قرار حكومة خوسيه جيرال بتسليح الشعب لمنع انتشار التمرد. ولكنها غالبًا ما كانت تثير الشكوك بالخيانة بين المقاتلين. وبعد تشكيل حكومة لارجو كابييرو في 5 سبتمبر 1936، بدأت عملية بناء جيش حقيقي مع عسكرة الميليشيات ودمجها في الألوية المختلطة، وهي الخطوة الأولى في إنشاء الجيش الشعبي التي لم تتحقق إلا بعد التغلب على أزمة أحداث مايو 1937، وتشكيلها لاحقا مع حكومة خوان نيغرين. لكن ظل الجيش الجمهوري يعاني دائمًا من مشكلة هيكلية من الصعب حلها: نقص الضباط المحترفين (وفقًا لحسابات مايكل ألبرت فإن 14 ٪ فقط من الجيش الذي ظهر في الحولية العسكرية لسنة 1936 لا يزال يخدم في 1938 في جيش جمهورية). وهي مشكلة كانت أساسية في البحرية، حسب اعتراف الجنرال الجمهوري فيسنتي روخو.
وفي منطقة المتمردين وصل الجيش بسرعة إلى توحيد القيادة، وسيطر بالكامل على الحياة المدنية في أراضيه، وأسماها بالمنطقة الوطنية أو القومية. وبعد مقتل قائد التمرد الجنرال سانخورخو بحادث تحطم طائرة في الأيام الأولى من التمرد، انقسمت قيادة منطقة المتمردين بين الجنرال إميليو مولا وفرانسيسكو فرانكو، ولكن بعد شهرين فقط، في 1 أكتوبر تولى الجنرال فرانكو القيادة العسكرية والسياسية الموحدة (توفي الجنرال مولا في تحطم طائرة أخرى في العام التالي: 3 يونيو 1937). أطلق المتمردون على أنفسهم اسم «القوميون»، والكلمة تشير ضمنيًا إلى «الإسبان الحقيقيين» وليست إلى قضية قومية. وضمت منطقتهم 11 مليونًا من سكان إسبانيا البالغ عددهم 25 مليونًا. ويدعمهم ما يقرب من نصف جيش البر الإسباني -حوالي 60,000 رجل-، وانضم إليهم جيش إفريقيا المكون من 35,000 عسكري، وأقل بقليل من نصف قوات الشرطة العسكرية الإسبانية وحرس الاقتحام والحرس المدني وحرس الحدود.

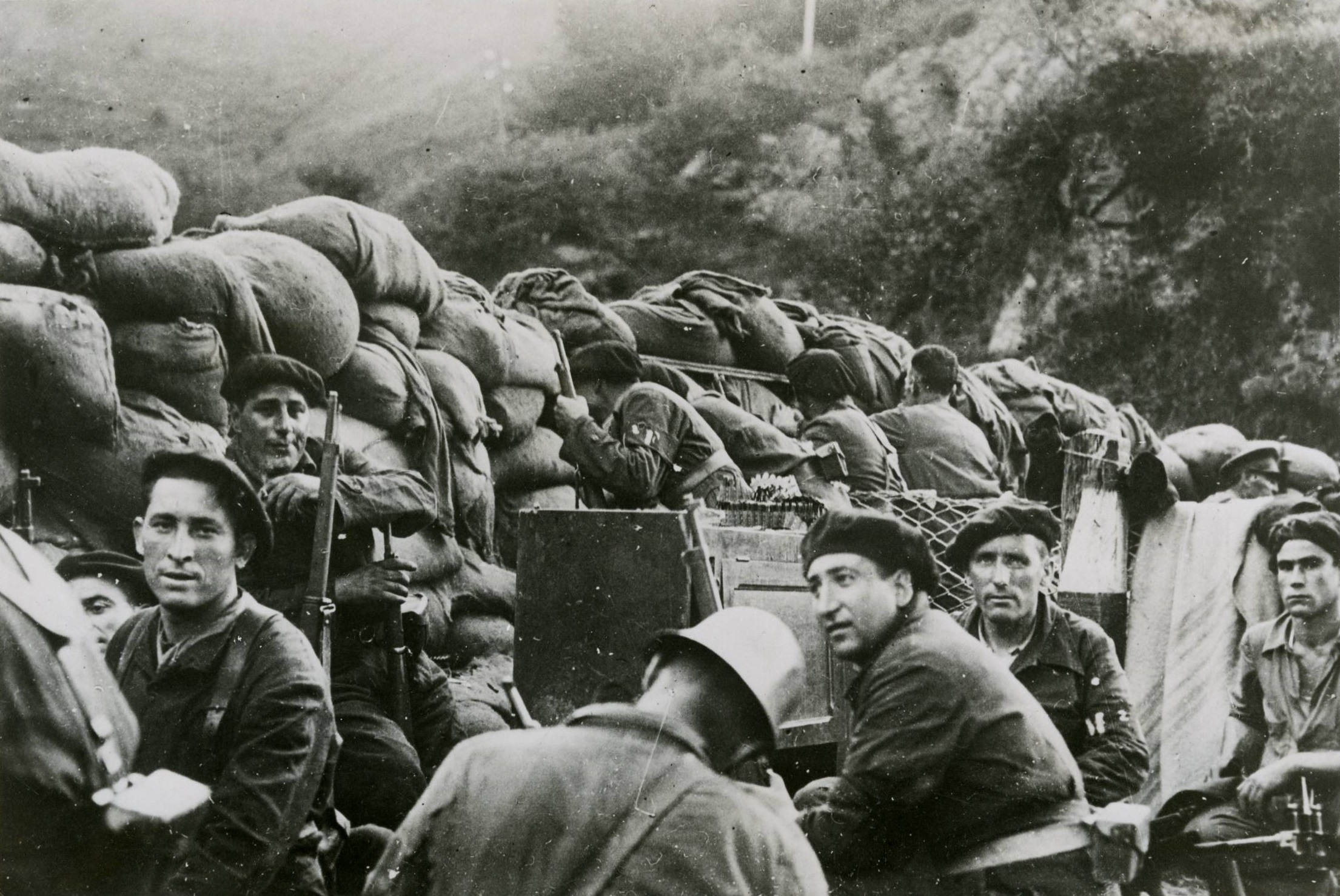
القوات الجمهورية في معركة إرون سنة 1936

أما الجمهوريون الذين استحوذوا على أقل من نصف البنادق وحوالي ثلث المدافع الرشاشة وقطعٍ من المدفعية، فقد كان لديهم 18 دبابة حديثة، ولدى القوميون 10 دبابات. كانت القدرة البحرية غير متساوية، مع احتفاظ الجمهوريين بميزة عددية، ولكن امتاز القوميون بانضمام كبار قادة البحرية إليهم، وكذلك لديها طرادين من أحدث الطرادات الثقيلة - تم الاستيلاء على إحداهما من حوض بناء السفن فيرول-. وقد عانت بحرية الجمهورية الإسبانية من نفس المشاكل التي عاني منها الجيش، انشق الكثير من الضباط أو قتلوا عند محاولتهم بذلك. واحتفظت الحكومة بثلثي القدرات الجوية، إلا أن قوتها الجوية قديمة جدًا. وفوق ذلك لم ينجز شكل القيادة الموحدة -الذي لم يكتمل أبدًا- إلا في منتصف 1937 عندما تم تشكيل الجيش الشعبي بالكامل، ومن تلك اللحظة فرضت الاحتياجات العسكرية نفسها على الحياة المدنية (التي تميزت بالثورة الاجتماعية 1936). وأيضًا على عكس الجانب المتمرد، فإن الحكومة هي التي تتخذ القرارات وإن اتبعت دائمًا توصيات رئيس هيئة الأركان العامة الجنرال فيسنتي روخو وغيره من الضباط المخلصين.
استمر الجيشان بالتضخم عسكريا واستمرا في مخططاتهما التوسعية، وكان المصدر الرئيسي للعسكر الجدد خلال 1938 هو التجنيد. إلا أن القوميون كانوا أشد حزما، فلا يوجد عندهم أماكن كثيرة للمتطوعين، ولم يساهم الأجانب كثيرا في الجيش المتمرد، حيث قلص الإيطاليون انخراطهم. بينما في الجانب الجمهوري لم يغطي تدفق المساهمين الجدد خسائرهم البشرية على الجبهة. وفي مطلع 1937/1938 كان تعداد كل جيش حوالي 700,000.
في هذه المرحلة كان الجمهوريون أكثر صرامة في حملة التجنيد، بحيث كان 47٪ فقط من مقاتليهم هم في سن يتوافق مع سن التجنيد الوطني. وقبل معركة إبرو وصل عدد جيشهم إلى أعلى رقم على الإطلاق؛ حوالي 800,000. وبلغ عدد القوميين 880,000. ولكن تسببت الهزيمة في معركة إبرو وسقوط كتالونيا وانهيار الانضباط بتسرب كبير للقوات الجمهورية. حتى وصل عددهم أواخر فبراير 1939 إلى 400,000 مقابل الضعف من القوميين. في لحظة انتصارهم النهائي قاد القوميون أكثر من 900,000 جندي.
بلغ العدد الإجمالي للأسبان الذين خدموا في القوات الجمهورية رسمياً 917,000. وقدر بعض الأكاديميين لاحقًا الرقم بـ «أكثر من مليون عسكري»، على الرغم من أن دراسات سابقة زعمت أن إجمالي الجمهوريين 1,75 مليون (بما في ذلك غير الأسبان). وقدر العدد الإجمالي للإسبان الذين خدموا في الوحدات القومية بـ «ما يقرب من مليون شخص»، على الرغم من أن الدراسات السابقة ادعت ما مجموعه 1,26 مليون من القوميين (بما في ذلك غير الأسبان).

## المساعدات الأجنبية

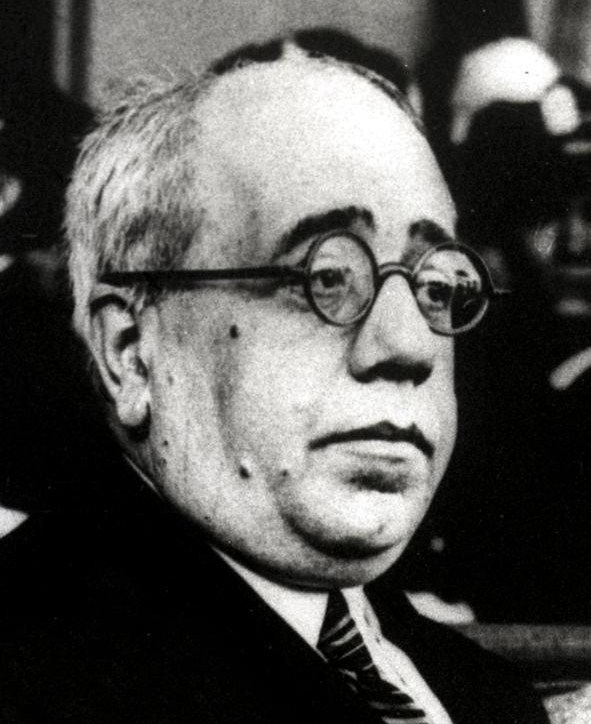
مانويل أثانيا القائد الفكري للجمهورية الثانية ورئيس الجانب الجمهوري خلال معظم الحرب الأهلية.

كشفت الحرب الأهلية الإسبانية الانقسامات السياسية داخل أوروبا. حيث دعم اليمين والكاثوليك القوميين لوقف انتشار البلشفية. وأظهر اليسار بما فيهم النقابات العمالية والطلاب والمثقفين بأن الحرب معركة ضرورية لوقف انتشار الفاشية. كانت المشاعر المناهضة للحرب والمطالبة بالسلم قوية في العديد من البلدان، فارتفعت التحذيرات من أن الحرب الأهلية يمكن أن تؤدي إلى حرب عالمية ثانية. في هذا الصدد كانت الحرب مؤشرا على عدم الاستقرار المتزايد في جميع أنحاء أوروبا.
قادت بريطانيا وفرنسا تحالفاً سياسياً من 27 دولة وعد بعدم التدخل الذي أدى إلى إنشاء لجنة عدم التدخل للمراقبة في فرض حظر على جميع الأسلحة لإسبانيا. وقعت ألمانيا وإيطاليا والاتحاد السوفييتي رسميًا لكنهم تجاهلوا الحصار. ولم يكن فرض حظر الأسلحة ذا فعالية، واتُهمت فرنسا بالسماح بإدخال شحنات كبيرة إلى القوات الجمهورية. كانت الإجراءات السرية لمختلف القوى الأوروبية في ذلك الوقت تُعتبر مخاطرة بحرب عالمية أخرى، ومقلقة للعناصر المناهضة للحرب في جميع أنحاء العالم.
كان رد فعل عصبة الأمم بالحرب متأثرا بخوفها من الشيوعية، ولكنه لم يكن كافياً لاحتواء الاستيراد الضخم للأسلحة وموارد الحرب الأخرى من قبل الفصائل المتقاتلة. على الرغم من تشكيل لجنة عدم التدخل، إلا أن سياساتها لم تحقق سوى القليل وتوجيهاتها غير فعالة.

### داعمي الجبهة القومية
إيطاليا

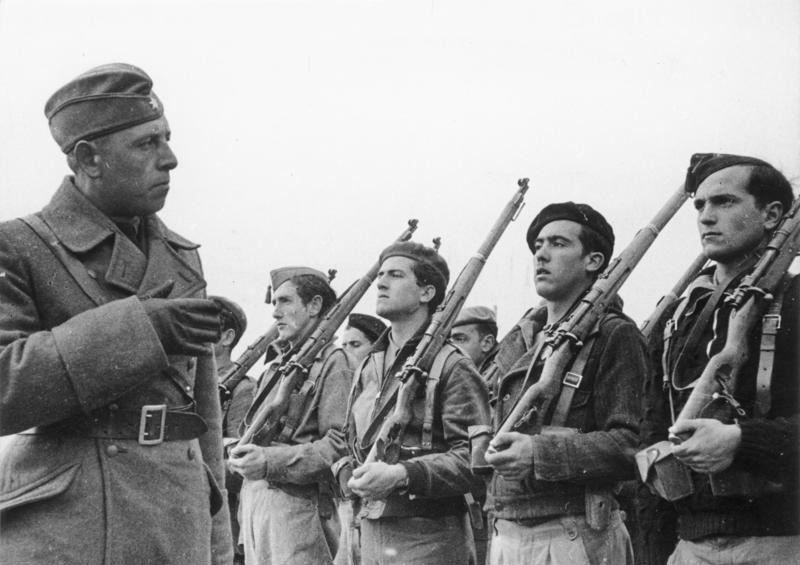
أعضاء فيلق الكندور ، وهي وحدة مؤلفة من متطوعين من لوفتفافه والجيش الألماني (Heer).

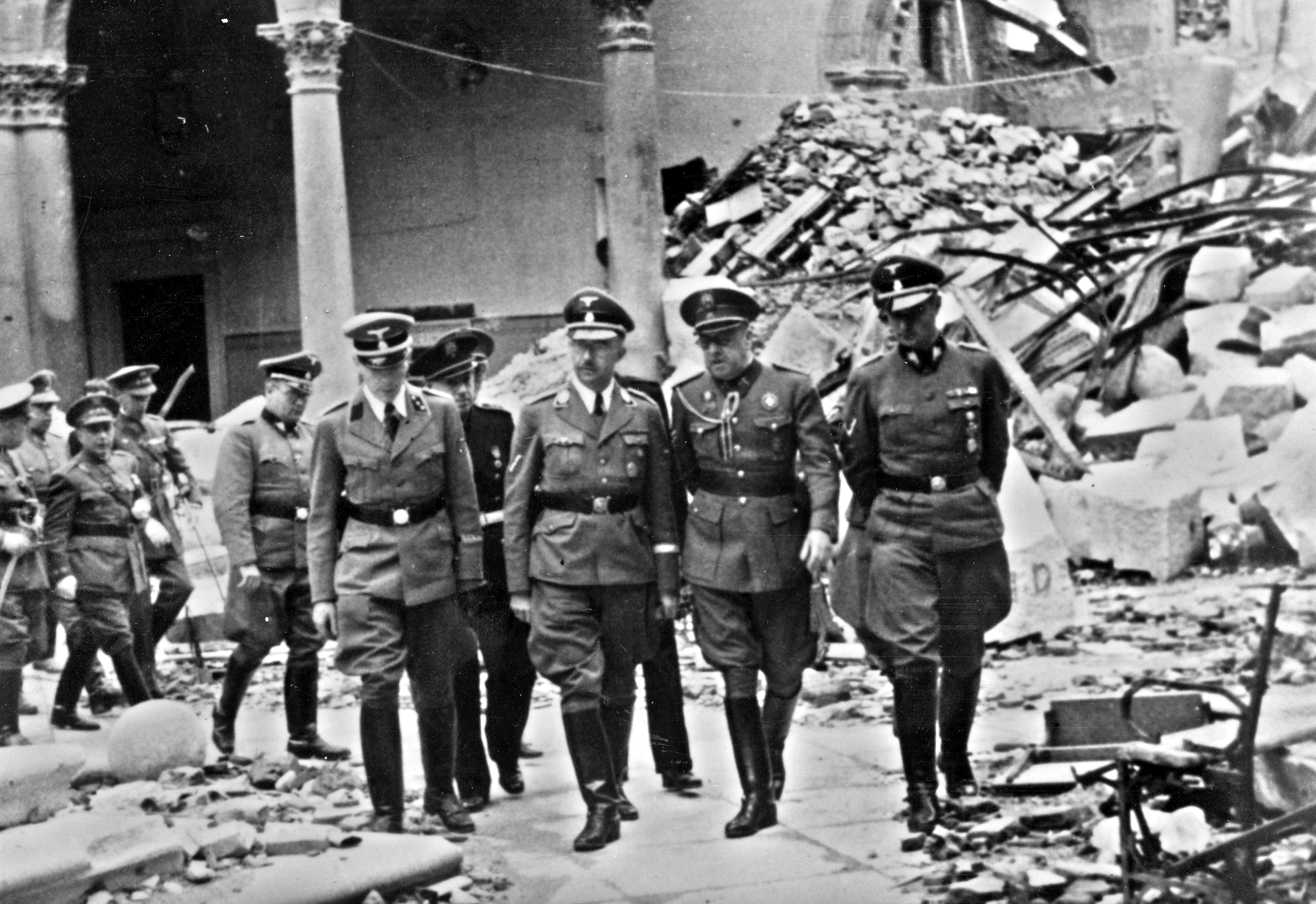
الجنرال موسكاردو مع هاينريش هيملر أمام أنقاض الكازار

لعب الأسطول الملكي الإيطالي دورًا كبيرًا في كسر الحصار الذي فرضته بحرية الجمهورية على المغرب الإسباني الذي سيطر عليه القوميون، وشاركت في القصف البحري على مالقة وفالنسيا وبرشلونة. في المجمل ، زودت إيطاليا القوميين بـ 660 طائرة و 150 دبابة و 800 قطعة مدفعية و 10000 رشاش و 240.000 بندقية. بالإضافة إلى CTV والفيلق الجوي لدعم قضيتهم. وفي ذروة الحرب أمدتهم بخمسين ألف رجل.
ألمانيا النازية
بدأ التدخل الألماني بعد أيام من اندلاع التمرد في يوليو 1936. حيث أرسل أدولف هتلر وحدات جوية ومدرعة قوية لمساعدة القوميين. فنقلت الجيش الأفريقي إلى البر الإسباني في المراحل الأولى للحرب. توسعت عملياتها ببطء حتى أصبح القصف أحد أهدافها، وعلى الأخص قصف غرنيكا في 26 أبريل 1937 الذي أدى إلى مقتل 200 إلى 300 مدني. وتضمنت إجراءات ألمانيا النازية تشكيل فيلق الكندور متعدد المهام، وهي وحدة مؤلفة من متطوعين من لوفتفافه والجيش الألماني (Heer) من يوليو 1936 إلى مارس 1939. أثبت فيلق كوندور أنه مفيد بشكل خاص في معركة طليطلة 1936. قاد الفيلق العديد من الانتصارات للقوميين، لا سيما في المعارك الجوية، وقد قدمت الحرب للجيش الألماني تجربة قتالية بأحدث التقنيات. وتجلى التدخل الألماني البحري في مهمات مثل عملية أورسولا، وهي مهمة الغواصة يو بوت؛ ومساهمات البحرية الألمانية كريغسمارينه. واستخدمت ألمانيا تلك الحرب لاختبار أسلحة جديدة، مثل Luftwaffe يونكرز يو 87 وناقلة الجنود يونكر يو 52 ثلاثية المحركات، واستخدمت أيضًا كقاذفات، والتي أثبتت فعاليتها. وقدمت إسبانيا أرضية لإثبات تكتيكات الدبابة الألمانية. التدريب الذي قدمته الوحدات الألمانية للقوات القومية أعطى قيمته. بحلول نهاية الحرب ربما تم تدريب 56,000 جندي قومي على يد المفرزات الألمانية، شمل المشاة والمدفعية والقوات الجوية والبحرية.
كانت سياسة هتلر مع إسبانيا ذكية وعملية. وكانت تعليماته واضحة:«... لم يكن انتصار فرانكو مرغوبًا به 100% من وجهة نظر ألمانيا، بل كنا مهتمين باستمرار الحرب واستمرار التوتر في البحر الأبيض المتوسط». أراد هتلر مساعدة فرانكو بما يكفي فقط للحصول على امتنانه ومنع الجانب المدعوم من الاتحاد السوفييتي من النصر، ولكن ليست بالرغبة الكافية لإعطاء الكوديو انتصارًا سريعًا.
قاتل حوالي 16 ألف ألماني في الحرب، وقتل منهم حوالي 300 شخص، ولكن لم يشارك أكثر من 10 آلاف منهم في المرة الواحدة. بلغت المساعدات الألمانية للقوميين حوالي 43£ مليون جنيه إسترليني (215$ مليون دولار) بأسعار 1939، تم استخدام 15.5 ٪ منها للمرتبات والنفقات و 21.9 ٪ للتسليم المباشر للإمدادات إلى إسبانيا، بينما تم إنفاق 62.6٪ على فيلق كوندور. وكذلك زودت ألمانيا القوميين بـ 600 طائرة و 200 دبابة.
البرتغال
لعب رئيس الوزراء نظام إستادو نوفو البرتغالي أنطونيو سالازار دورًا مهمًا في تزويد قوات فرانكو بالذخيرة والمساعدة اللوجستية. فقد افتقر الوطنيون منذ البداية إلى موانئ بحرية، لذلك اعطاهم سالازار ميناء لشبونة لتلقي الأسلحة من الخارج. فأطلقوا عليه اسم «ميناء قشتالة». وفي 8 سبتمبر 1936 وقعت ثورة بحرية في لشبونة، عندما تمرد أطقم سفينتين برتغاليتين بحريتين -NRP Afonso de Albuquerque و Dão- فقام البحارة المرتبطين بالحزب الشيوعي بتقييد ضباطهم وحاولوا إبحار السفينتين للانضمام إلى القوات الجمهورية الإسبانية. فأمر سالازار بتدميرهما بالقذائف.
على الرغم من تورطه العسكري السري المباشر الذي حدده نظامه الاستبدادي بالتأييد «شبه الرسمي»، تم تنظيم قوة تطوعية سميت «فيلق فيراتوس»، ولكن تم حلها بسبب الاضطرابات السياسية. وعدد المتطوعين بالفيلق كان ما بين 8 آلاف و12 ألف. ونظرًا للدعاية واسعة الانتشار التي حضيها فيلق فيراتوس بالسابق، كان هؤلاء المتطوعون البرتغاليون لا يزال يطلق عليهم «الفيراتوس». لعبت البرتغال دورًا أساسيًا في تزويد القوميين بمهارات تنظيمية وطمأنة من الجارة الأيبيرية إلى فرانكو وحلفائه من عدم وجود تدخل من شأنه أن يعيق حركة الإمداد الموجهة إلى الجبهة القومية. وقد تحدث فرانكو عن سالازار بكلمات اعجاب في مقابلة في صحيفة لو فيغارو: «رجل الدولة الأكثر اكتمالا الأكثر جدارة بالاحترام الذي عرفته هو سالازار. أعتبره شخصية استثنائية لذكائه حسه السياسي وتواضعه. عيبه الوحيد هو على الأرجح هو تواضعه».
آخرين
حافظت حكومة المحافظين في المملكة المتحدة على موقف الحياد القوي ودعمتها النخب ووسائل الإعلام. بينما حشد اليسار لمساعدة الجمهورية. ورفضت الحكومة السماح بتصدير شحنات الأسلحة، وأرسلت سفن حربية لمنع ذلك. ويعد التطوع للقتال في إسبانيا جريمة نظريًا، ومع ذلك خرج إلى إسبانيا حوالي 4000 شخص. فضل المثقفون بشدة الجمهوريين. زار الكثير منهم إسبانيا على أمل العثور على مناهضة حقيقية للفاشية. لم يكن لهم تأثير كبير على الحكومة، ولم يتمكنوا من هز المزاج العام القوي للسلام. أما حزب العمال فقد انقسم على نفسه، فمن كانت أصولهم كاثوليكية فهم في صف القوميين. وأيدت المقاطعة رسمياً وطردت فصيلاً طالب بدعم القضية الجمهورية. لكنها أبدت أخيراً بعض الدعم للموالين.
قاد المتطوعون الرومانيون أيون موا نائب قائد الحرس الحديدي، الذي زارت مجموعة من كتائبه السبعة إسبانيا في ديسمبر 1936 لتآخي حركتهم مع القوميين.
على الرغم من حظر الحكومة الأيرلندية المشاركة في الحرب، إلا أن حوالي 600 إيرلنديًا وأتباع إيوين أودوفي الناشط السياسي الأيرلندي والمؤسس المشارك لحزب فاين جايل الذي أنشئ مؤخرًا (يُطلق عليه بشكل غير رسمي «القمصان الزرقاء») المعروف باسم «اللواء الأيرلندي» ذهب إلى إسبانيا للقتال إلى جانب فرانكو. غالبية المتطوعين كانوا كاثوليك، وبحسب أودوفي تطوعوا لمساعدة القوميين في محاربة الشيوعية.

### داعمي الجبهة الجمهورية

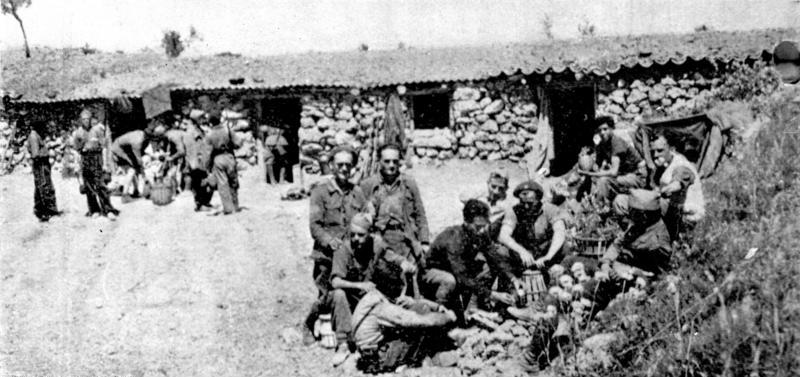
كتيبة إتكار أندريه التابعة للألوية الدولية

كان على الجمهورية الحصول على المواد الحربية حيث يمكنها، فلجأت في الغالب إلى تجار الأسلحة الذين يبيعونها أسلحة قديمة أو في حالة سيئة للغاية بأسعار فلكية. حتى جاء الدعم الكامل والقوي من المكسيك والاتحاد السوفييتي. حيث تلقت الجمهورية الدعم الدبلوماسي والمتطوعين والأسلحة والمركبات، وخاصة من الاتحاد السوفييتي، هذا ماجعلها تعتمد على الإمدادات التي قدمها الاتحاد السوفياتي، بعد أن تغلب ستالين على شكوكه حول مساعدة الجمهوريين الإسبان، فقد كانت معداتهم الحربية (أسلحة أوتوماتيكية ودبابات وطائرات) مصحوبة بمستشارين ومدربين عسكريين سوفيت، بالإضافة إلى وصول الألوية الدولية التي جندتها الشيوعية الدولية أو كومينترن بدءا من أكتوبر 1936 ثم توقفت عمليات التسليم المتتالية في عدة مناسبات اعتمادًا على الوضع الأوروبي (الذي يحددها على سبيل المثال فتح الحكومة الفرنسية الحدود أو إغلاقها) والحصار المتزايد الذي تفرضه البحرية المتمردة على موانئ الجمهورية.
الألوية الدولية

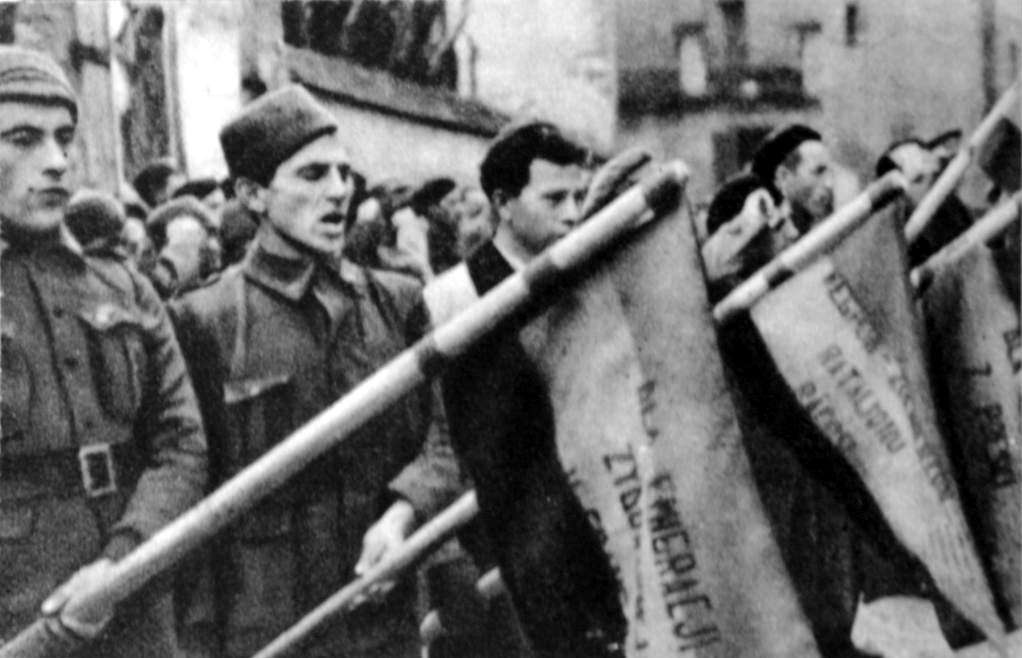
متطوعين بولنديين في الألوية الدولية

في 26 يوليو أي بعد ثمانية أيام فقط من بدء التمرد، عُقد مؤتمر شيوعي دولي في براغ لترتيب خطط لمساعدة الحكومة الجمهورية. وقررت إنشاء لواء دولي مؤلف من 5000 رجل وصندوق بقيمة مليار فرنك. في الوقت نفسه أطلقت الأحزاب الشيوعية في جميع أنحاء العالم بشكل هادئ حملة دعائية واسعة النطاق لدعم الجبهة الشعبية. وبدأت الشيوعية الدولية نشاطها على الفور، فأرسلت إلى سابين زعيمها جورجي ديميتروف وبالميرو تولياتي رئيس الحزب الشيوعي الإيطالي. وبدءا من أغسطس بدأت المساعدات اليومية تصل موانئ إسبانيا على البحر الأبيض المتوسط من روسيا، حاملة الذخائر والبنادق والمدافع الرشاشة والقنابل اليدوية والمدفعية والشاحنات، بالإضافة إلى عملاء وفنيون ومعلمون وإعلاميين سوفيت. بمعدل سفينة واحدة يوميًا تقريبا. ثم بدأت الشيوعية الدولية على الفور بتشكيل الألوية الدولية بعناية كبيرة لإخفاء أو تقليل الطابع الشيوعي للمؤسسة وجعلها تظهر بأنها حملة لأجل الديمقراطية التقدمية. تم اختيار أسماء مضللة وجذابة عن عمد مثل «غاريبالدي» في إيطاليا أو «أبراهام لنكولن» في الولايات المتحدة.
انضم العديد من غير الإسبان الذين غالبًا ما ينتمون إلى كيانات شيوعية أو اشتراكية متطرفة إلى الألوية الدولية لإحساسهم بأن الجمهورية الإسبانية هي خط أمامي في الحرب ضد الفاشية. مثلت الألوية أكبر وحدة قتالية أجنبية قاتلت مع الجمهوريين. انضم إليها حوالي 40,000 أجنبي يمثلون 53 دولة، ولكن لم يشترك أكثر من 18,000 في معركة واحدة في أي وقت. وأغلب المتطوعين من فرنسا (10000) وألمانيا النازية والنمسا (5000) وإيطاليا (3350) والاتحاد السوفييتي والولايات المتحدة والمملكة المتحدة وبولندا ويوغوسلافيا والمجر وكندا (1000) من كل دولة. وامتازت كتيبة ثالمان الألمانية وكتيبة غاريبالدي الإيطالية خلال حصار مدريد. قاتل الأمريكيون في وحدات مثل اللواء الدولي الخامس عشر («لواء أبراهام لنكولن») بينما انضم الكنديون إلى كتيبة ماكنزي - بابينو.
انضم أكثر من 500 روماني إلى الجانب الجمهوري، بما في ذلك أعضاء الحزب الشيوعي الروماني. شكّل حوالي 145 رجلاً من أيرلندا «فيلق كونولي»، الذي خلده الموسيقار الشعبي الأيرلندي كريستي مور في أغنية "Viva la Quinta Brigada". انضم بعض الصينيين إلى الألوية. عاد معظمهم إلى الصين، لكن بعضهم ذهبوا إلى السجن أو إلى مخيمات اللاجئين الفرنسية، وبقي عدد قليل منهم في إسبانيا.
الاتحاد السوفيتي

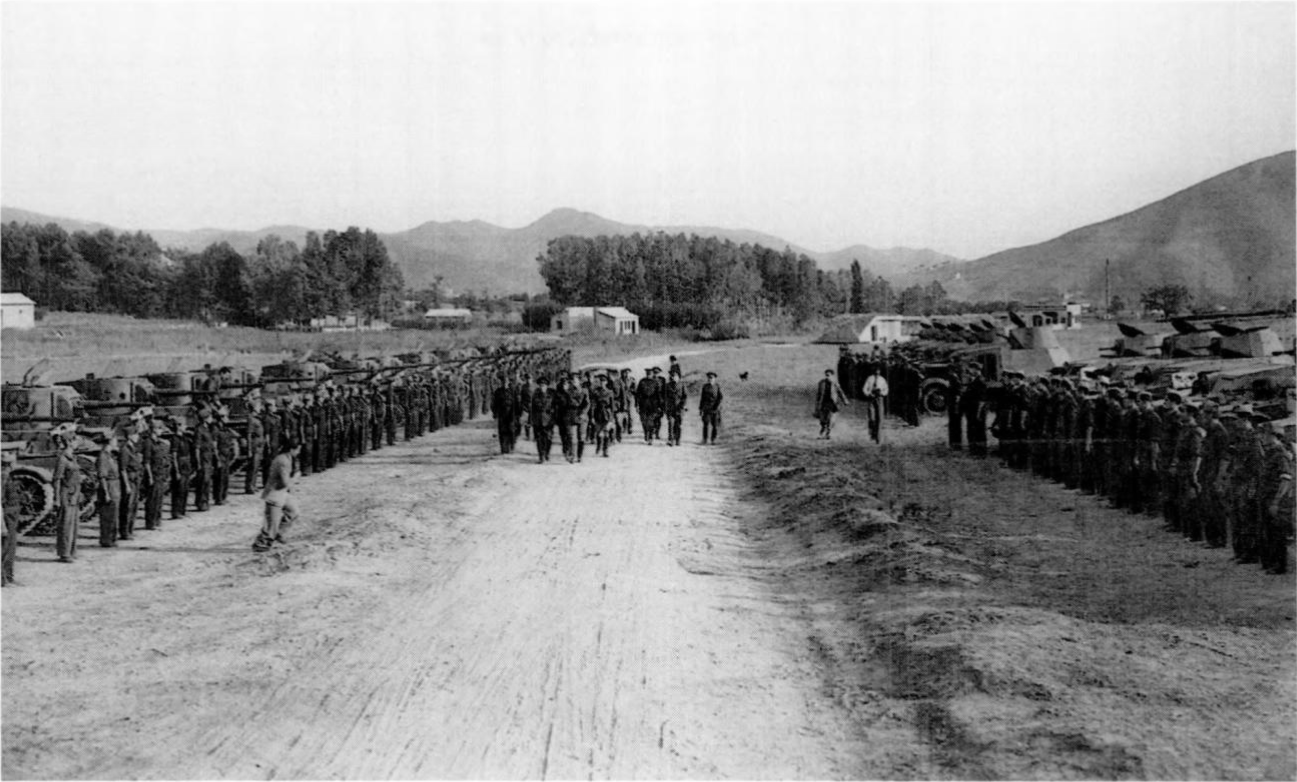
مشهد لمركبات مدرعة سوفيتية استخدمت لتجهيز الجيش الجمهوري الإسباني خلال الحرب الأهلية الإسبانية.

على الرغم من أن الأمين العام جوزيف ستالين قد وقع على اتفاقية عدم التدخل، إلا أن الاتحاد السوفييتي خالف الحظر الذي فرضته عصبة الأمم من خلال تقديم المساعدة المادية للقوات الجمهورية، لتصبح المصدر الوحيد للأسلحة الرئيسية. على عكس هتلر وموسوليني حاول ستالين القيام بذلك سراً. تراوحت تقديرات المواد التي قدمها الاتحاد السوفييتي للجمهوريين بين 634-806 طائرة و 331-362 دبابة و 1034-1895 مدفعية. كما أنشأ ستالين «قسم X» من جيش الاتحاد السوفياتي لإدارة عملية شحن الأسلحة، التي سميت عملية X. على الرغم من اهتمام ستالين بمساعدة الجمهوريين إلا أن جودة الأسلحة غير متناسقة. فقد كانت العديد من البنادق والمدافع الميدانية قديمة أو متقادمة أو محدودة الاستخدام (بعضها يعود إلى ستينيات القرن 19) ولكن الدبابات T-26 وBT-5 كانت حديثة وفعالة في القتال. زود الاتحاد السوفييتي الطائرات التي كانت في الخدمة الحالية بقواتها الخاصة، لكن الطائرة التي قدمتها ألمانيا للقوميين أثبتت أنها متفوقة بنهاية الحرب.
أرسل الاتحاد السوفياتي 2000-3000 مستشار عسكري لإسبانيا، ولكن كان حضور المستشارين أقل من 500 رجل في المكان الواحد، غالبًا ما كان المتطوعون السوفييت يشغلون الدبابات والطائرات السوفيتية الصنع خاصة مع بداية الحرب. ولوجود أي قائد إسباني لوحدته العسكرية من الجانب الجمهوري هناك «مفوض سياسي» من نفس الرتبة ويمثل موسكو.
كانت حركة الأسلحة من روسيا إلى إسبانيا بطيئة للغاية. فقدت العديد من الشحنات أو وصلت فقط مطابقة جزئياً لما تم التصريح به. أمر ستالين بناة السفن بتضمين أسطح زائفة في تصميم السفن وأثناء وجودهم في البحر استخدم قباطنة السوفييت أعلامًا خادعة وخططًا للهروب من الكشف عن القوميين.
دفعت الجمهورية للأسلحة السوفيتية من احتياطيات الذهب الرسمية في بنك إسبانيا والتي تم نقل 176 طنًا منها عبر فرنسا و 510 مباشرة إلى روسيا وعرفت باسم ذهب موسكو.
المكسيك
على عكس الولايات المتحدة وحكومات أمريكا اللاتينية الرئيسية، دعمت المكسيك الجمهوريين. رفضت المكسيك اتباع مقترحات عدم التدخل الفرنسية البريطانية، وقدمت مليوني دولار من المساعدات الطبية والمساعدات المادية، والتي شملت 20 ألف بندقية و20 مليون رصاصة. كانت أهم مساهمات المكسيك للجمهورية الإسبانية مساعدتها الدبلوماسية، وكذلك الملاذ الذي رتبته الأمة للاجئين الجمهوريين، بما في ذلك المثقفين الإسبان والأطفال الأيتام من العائلات الجمهورية. لجأ حوالي 50 ألفًا بشكل أساسي في مكسيكو سيتي وموريليا، مصحوبين ب 300 مليون دولار في كنوز مختلفة لاتزال مملوكة لليسار.
فرنسا
خوفا من أن يشعل فتيل حرب أهلية داخل فرنسا، لم ترسل حكومة «الجبهة الشعبية» اليسارية في فرنسا دعما مباشرا للجمهوريين. كان رئيس الوزراء الفرنسي ليون بلوم متعاطفًا مع الجمهورية، خوفًا من أن يؤدي انتصار القوات المتمردة في إسبانيا إلى إنشاء دولة حليفة لألمانيا النازية وإيطاليا الفاشية، وهو تحالف سيحاصر فرنسا تقريبًا. عارض سياسيون يمينيون أي مساعدة وهاجموا حكومة بلوم. في يوليو 1936 أقنع المسؤولون البريطانيون بلوم بعدم إرسال أسلحة للجمهوريين، وفي 27 يوليو، أعلنت الحكومة الفرنسية أنها لن ترسل مساعدات عسكرية أو تكنولوجيا أو قوات لمساعدة القوات الجمهورية. ومع ذلك أوضح بلوم أن فرنسا تحتفظ بالحق في تقديم المساعدة إذا رغبت في الجمهورية: «كان بإمكاننا تسليم الأسلحة إلى الحكومة الإسبانية [الجمهوريين]، وهي حكومة شرعية... لم نفعل ذلك حتى لا أغري الاخرين بإرسال أسلحة إلى المتمردين [القوميين]». في 1 أغسطس 1936 واجهت مسيرة مؤيدة للجمهوريين من 20 ألف شخص بلوم مطالبين بأن يرسل طائرات للجمهوريين، في نفس الوقت الذي هاجم فيه سياسيون يمينيون بلوم لدعم الجمهوريين ومسؤوليته عن إثارة التدخل الإيطالي في صف فرانكو. أبلغت ألمانيا السفير الفرنسي في برلين أن ألمانيا ستحمّل فرنسا المسؤولية إذا دعمت «مناورات موسكو» من خلال دعم الجمهوريين. في 21 أغسطس 1936 وقعت فرنسا على اتفاقية عدم التدخل. ومع ذلك، قدمت حكومة بلوم طائرات للجمهوريين سرا من نوع القاذفة بوتيز-540 (لقبها الطيارين الجمهوريين الإسبان «بالتابوت الطائر») وطائرات لوار-46 وطائرات ديويتين، تم إرسالها من 7 أغسطس 1936 إلى ديسمبر من ذلك العام إلى القوات الجمهورية. أرسل الفرنسيون أيضًا طيارين ومهندسين للجمهوريين. أيضًا حتى 8 سبتمبر 1936 كان بإمكان الطائرة المرور بحرية من فرنسا إلى إسبانيا إذا تم شراؤها من بلدان أخرى.
حتى بعد انتهاء الدعم السري من فرنسا للجمهوريين في ديسمبر 1936، ظلت إمكانية التدخل الفرنسي ضد القوميين احتمالًا خطيرًا طوال الحرب. أبلغت المخابرات الألمانية فرانكو والقوميين أن الجيش الفرنسي ينخرط في مناقشات مفتوحة حول التدخل في الحرب من خلال التدخل العسكري الفرنسي في كتالونيا وجزر البليار. في سنة 1938 خشي فرانكو من التدخل الفرنسي الفوري ضد انتصار قومي محتمل في إسبانيا من خلال الاحتلال الفرنسي لكتالونيا وجزر البليار والمغرب الإسباني.

## مسار الحرب

### 1936

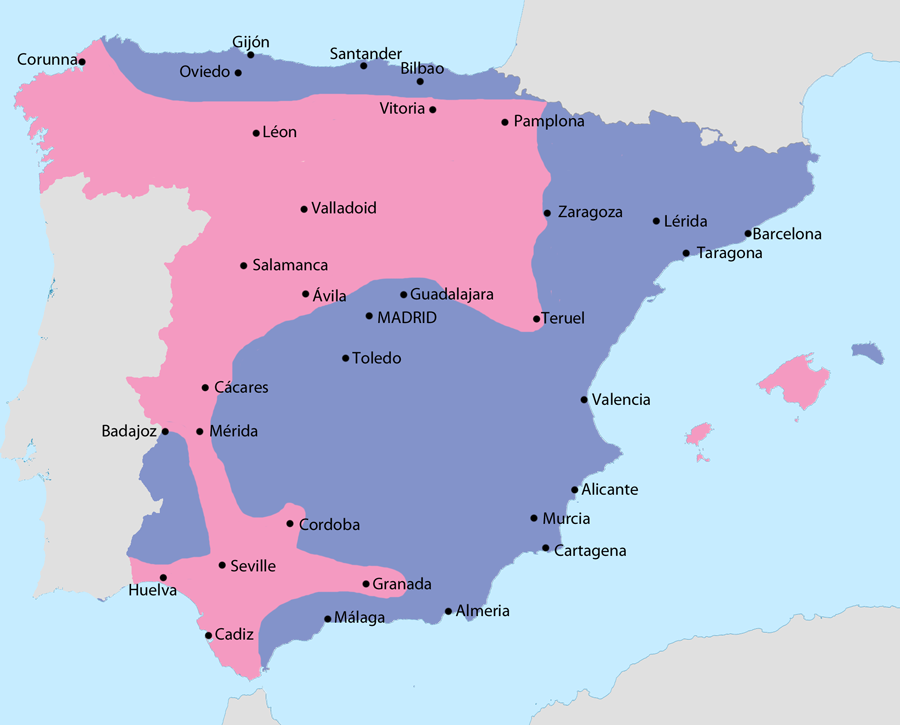
خريطة تظهر الأوضاع في إسبانيا في سبتمبر 1936:
أراضي تحت سيطرة المتمردين القوميين
أراضي تحت سيطرة الجمهوريين

بمجرد أن تأكدت الحكومة في ظهر 17 يوليو أن الانتفاضة العسكرية قد انتصرت في محمية المغرب، أمر وزير البحرية خوسيه جيرال (الذي بعد يومين أصبح رئيس الحكومة بعد استقالة سانتياغو كاساريس كيروغا) عدة سفن حربية تابعة للبحرية بالتوجه إلى مضيق جبل طارق لإغلاق مرافئ سبتة والعرائش ومليلية وبالتالي منع قوات التمرد من دخول إسبانيا من المغرب. غادرت المدمرة والفرقاطات ألميرانتي فالديس وليبانتو وسانشيز باركايزتيغي قاعدة كارتاخينا، مع أوامر بالإبحار بأقصى قوة إلى المضيق. وبفضل حقيقة أن أطقم تلك السفن تمردت على ضباطها الذين شاركوا في الانقلاب لم يتمكن المتمردون في البداية من نقل جيش إفريقيا، المكون من الفيلق الأجنبي والنظامي (وهي قوات مكونة من مغاربة يقودها ضباط إسبان).
في نفس اليوم 19 يوليو الذي تم فيه إخماد التمرد في مدريد، غادرت عدة طوابير مكونة من الميليشيات وقوات من وحدات عسكرية التي تم حلها بأمر من الحكومة العاصمة إلى سلسلة جبال جواداراما لمنعها من الانضمام للانتفاضة. هناك تمكنوا من منع كتائب المتمردين التي أرسلها الجنرال مولا من قشتالة وليون ومن نافارا من عبور الممرات الجبلية لجبال مدريد وللوصول إلى العاصمة. لتستقر بعدها جبهة مدريد الشمالية حتى نهاية الحرب. هذه الحملة الأولى للحرب الأهلية كانت تُعرف باسم معركة غواداراما.
وفي برشلونة بمجرد أن أخمد التمرد بدأ العمل بتشكيل عدة طوابير للمنظمات العمالية والأحزاب اليسارية للذهاب إلى أراغون. جنبا إلى جنب مع طوابير POUM وPSUC (وطابور من اليسار الجمهوري لكتالونيا قدم من طراغونة)، ساهمت الميليشيات الكونفدرالية [الإنجليزية] للمنظمات الأناركية (CNT وFAI والشباب التحرري). كان الطابور الأول والأكثر عددًا هو طابور دوروتي [الإنجليزية] وسمي بذلك لأنه كان برئاسة قائد حزب FAI بوينافينتورا دوروتي، الذي غادر برشلونة في 24 يوليو نحو سرقسطة. كما غادر الطابورين الأناركيون أسكاسو ولوس أجيلوتشوس نحو وشقة. لكن لم ينجح أي منهم في تحقيق أهدافه المتمثلة بتحرير عواصم أراغون الثلاثة (غادر العمود الحديدي إلى تيرويل من فالنسيا)، واستقرت جبهة أراغون على الرغم من أن الفوضويين نقلوا الثورة إلى النصف الشرقي من أراغون حيث أنشأوا مجلس الدفاع الإقليمي لأراغون.
ومن برشلونة نظمت حملة استطلاعية إلى جزر البليار، والتي بقيت فيها فقط مينوركا خاضعة للجمهورية. بدات العملية في 8 أغسطس بقيادة الكابتن بايو حققت نجاحًا أوليًا عندما تمكنت من احتلال شريط من ساحل مايوركا، ولكن انتهى إنزال مايوركا بفشل كامل. وكذلك كان هجوم قرطبة فشلًا آخر، "حيث لم يحسم الوضع بعد، وكانت إحدى مبادرات الجمهورية الاستراتيجية القليلة. حيث نظمها الجنرال مياخا من البسيط ورئيس أركانه المقدم خوسيه أسينسيو تورادو. لكن التقدم سرعان ما توقف (كان مقر الجنرال مياخا في مونتورو)، ولم يتمكن الجمهوريون من استعادة غرب أندلسيا [الإسبانية] من المتمردين خاصة بعد وصول الوحدات الأولى من الحماية المغربية. حيث تم تنظيم عملية نقل جوية كبيرة للقوات الإسبانية في المغرب الإسباني إلى الجنوب الغربي من إسبانيا. وخلال ذلك لقي زعيم الانقلاب سانخورخو مصرعه في حادث تحطم طائرة في 20 يوليو، تاركا انقسام في القيادة بين مولا في الشمال وفرانكو في الجنوب. وشهدت هذه الفترة أيضًا أسوأ أعمال قتل فيما سمي بالإرهاب الأحمر والأبيض في إسبانيا.

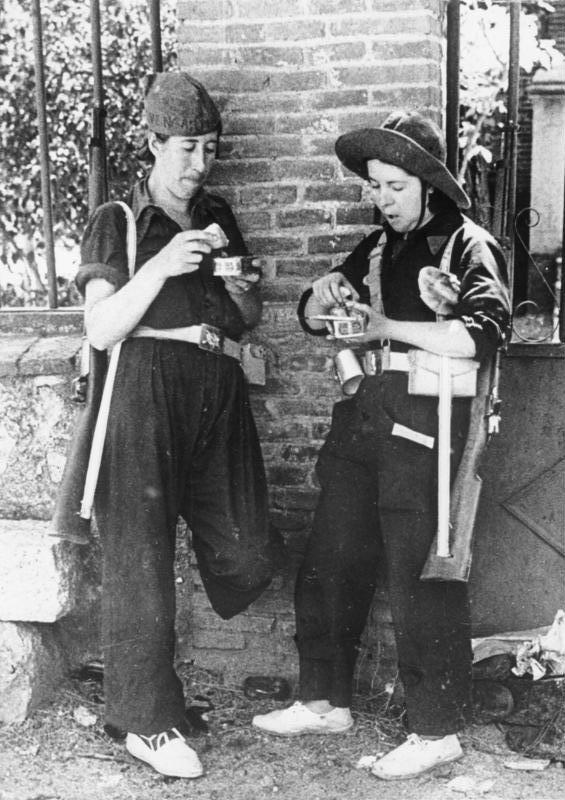
نساء من المليشيا الجمهورية في استراحة من القتال في صيف 1936

تمكن المتمردون من التغلب على حالة الحصار التي وجد الجيش الأفريقي نفسه فيها (وهي القوة القتالية الرئيسية التي أراد المتمردين الاستيلاء بها على مدريد، بعد إيقاف طوابير الجنرال مولا في سلسلة جبال غواداراما)، وذلك بفضل المساعدة السريعة التي تلقاها المتمردين من ألمانيا النازية وإيطاليا الفاشية. ففي 26 يوليو وصلت أول عشرين طائرة نقل ألمانية من طراز يونكر إلى محمية المغرب، ويمكن بسهولة تحويلها إلى قاذفات برفقة مقاتلات، وبعد أربعة أيام أي في 30 يوليو وصلت أول تسع قاذفات قنابل إيطالية. بهذه الوسائل الجوية تمكن الجنرال فرانكو قائد المتمردين في المغرب، من تنظيم جسر جوي إلى إسبانيا لنقل الفيلق والنظاميين، وكذلك تحقيق التفوق الجوي في المضيق. وهكذا تمكن في 5 أغسطس من عبوره بأسطول صغير أسمته دعاية المتمردين قافلة النصر. ومع ذلك فإن الفتح الكامل لممر المضيق لن يحدث إلا بعدها بفترة، عندما أعلنت الحكومة الجمهورية قرارها نقل معظم سفنها الحربية إلى بحر كانتابريا، والذي كان وفقًا للمؤرخ مايكل ألبرت «أكبر خطأ في الحرب الأهلية». كان هذا القرار مدفوعًا بأسباب كثيرة، أهمها منع بريطانيا العظمى التي كان لديها أهم أسطول حربي بحري في البحر الأبيض المتوسط  لحكومة الجمهورية من وقف حركة المرور المحايدة الموجهة إلى أراضي العدو، وبذا لم تتمكن سفن الجمهورية الحربية من منع السفن التجارية الألمانية والإيطالية من إنزال مواد حربية في موانئ سبتة ومليلية وقادس والجزيرة الخضراء وإشبيلية الخاضعة لسيطرة المتمردين.
وفي 21 يوليو -وهو خامس يوم من التمرد- استولى القوميون على القاعدة البحرية الإسبانية المركزية الواقعة في فيرول في غاليسيا. قامت قوة متمردة بقيادة العقيد ألفونسو بيورليغوي كانيه، أرسلها الجنرال مولا والعقيد إستيبان غارسيا بحملة غيبوثكوا في الفترة من يوليو إلى سبتمبر. عزل الاستيلاء على غيبوثكوا المقاطعات الشمالية للجمهورية. وفي 5 سبتمبر أغلق القوميون الحدود الفرنسية امام الجمهوريين في معركة إرون. في 15 سبتمبر استولى الجنود القوميون على سان سبستيان، موطن القوات الجمهورية المنقسمة بين الأناركيين والوطنيين الباسك.
أثبتت الجمهورية عدم فعاليتها عسكريا، حيث تعتمد على الميليشيات الثورية غير المنظمة. استقالت الحكومة الجمهورية بقيادة جيرال في 4 سبتمبر، فهي غير قادرة على التعامل مع الوضع، وتم استبدالها بمنظومة اشتراكية في الغالب تحت إدارة فرانسيسكو لارجو كاباليرو. بدأت القيادة الجديدة في توحيد القيادة المركزية في المنطقة الجمهورية. كانت الميليشيات المدنية في الغالب مجرد مدنيين مسلحين بكل ما هو متاح. لذلك كان أداءهم ضعيفًا في القتال، لا سيما ضد جيش إفريقيا المحترف المسلح بأسلحة حديثة، مما ساهم في تقدم فرانكو السريع.

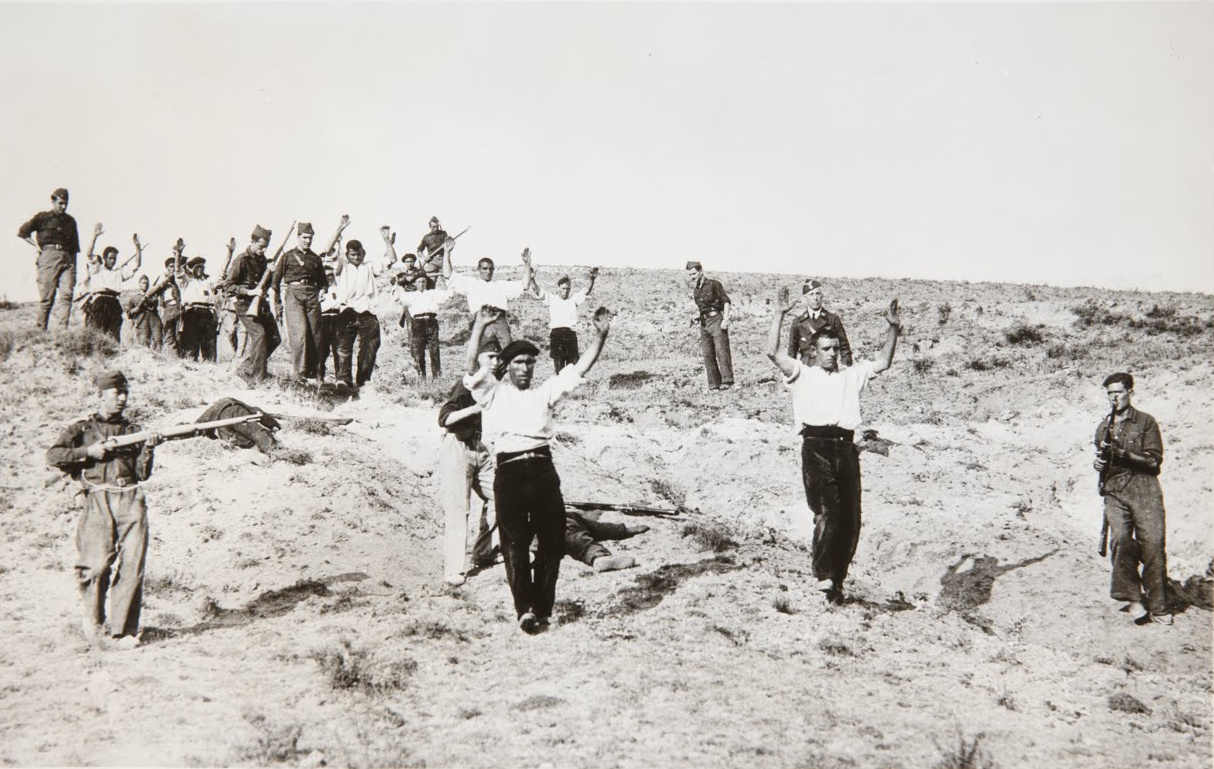
استسلام الجنود الجمهوريين في منطقة سوموسيرا، 1936

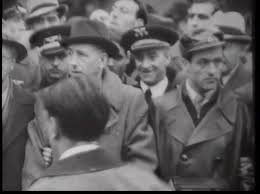
توفي اللاسلطوي الليوني بوينافينتورا دوروتي بعد وصوله إلى مدريد لتعزيز الروح المعنوية للجمهوريين خلال حصار فرانكو الفاشل في مدريد. كانت جنازته التي رأسها (في الصورة) لويس كومبنيس رئيس حكومة خنيراليتات وخوان غارسيا أوليفر وزير العدل في الجمهورية الإسبانية في برشلونة.

في 1 أغسطس أصدر الجنرال فرانكو أمرًا إلى طوابير الفيلق والنظاميين والمتطوعين التقدم شمالًا إلى مدريد من إشبيلية عبر إكستريمادورا، حيث جناحه الأيسر محمي بالحدود البرتغالية، التي يحكمها نظام سالازار الداعم للمتمردين. ومن خلال هذا الطريق تمكن المتمردون من دمج منطقتان كان يسيطران عليها. وهكذا بدأت حملة إكستريمادورا التي مارسوا فيها قمعًا في بلداتها المحتلة، وأبرزها مذبحة باداخوز. ثم تقدمت شمالا بمعدل 24 كيلومترًا في اليوم. وفي 10 أغسطس استولت على ماردة، ثم بطليوس في 15 أغسطس، حيث تمكنت من التواصل مع قوات المتمردين في الشمال. ثم حول فرانكو تقدمه في اتجاه شمالي شرقي للوصول إلى وادي تاجة وفي 2 سبتمبر سقطت معركة طلبيرة في مقاطعة طليطلة. أدى تقدم المتمردين السريع نحو مدريد، مع أخبار عن سقوط وشيك لإرون (التي كان فيها الشمال معزولًا تمامًا عن بقية المنطقة الجمهورية) الرئيس خوسيه جيرال الذي شعر بأنه يفتقر إلى الدعم والسلطة لتقديم استقالته إلى رئيس الجمهورية مانويل أثانيا. وفي 5 سبتمبر شكلت حكومة جديدة من «اتحاد مناهض للفاشية» برئاسة الاشتراكي فرانسيسكو لارجو كاباليرو الذي تولى شخصيًا حقيبة الحرب، بهدف تنظيم الجيش لإيقاف تقدم المتمردين وينتصر عليهم.
السرعة التي سقطت فيها تلك المدن الواحدة تلو الأخرى ترجع أساسًا إلى حقيقة أن جيش إفريقيا كان يتألف من أفضل القوات المدربة والقتالية (الفيلق والنظاميين)، وربما كانت القوات المحترفة الوحيدة في الحرب خلال الأشهر الأولى من الفوضى في الحرب. بالمقابل تألفت القوات الجمهورية في الغالب من ميليشيات تفتقر إلى التدريب العسكري:«كانوا غير منضبطين ويميلون إلى الفرار في حالة الذعر تاركين أسلحتهم المكونة من بنادق وقطع مدفعية فردية، لأن الفوضى التي أحدثها التمرد في العاصمة لم تسمح بالتخطيط العسكري المناسب. ففي يوليو وأغسطس فقدت الكثير من العتاد العسكري. بالمقابل ازداد تسليح المتمردين من العتاد الأجنبي ومن غنائم المعارك. بالإضافة، فإن الميليشيات التي قدم غالبية رجالها من التنظيمات العمالية والأحزاب اليسارية، لا يثقون بالعسكريين المحترفين الذين حاولوا قيادتهم ولأسباب أيديولوجية رفضوا الانضباط والتنظيم العسكري، باستثناء الشيوعيين الذين دافعوا عن عسكرة كاملة للميليشيات، وتشكيل جيش شعبي على غرار الفوج الخامس الذي نظموه.
وفي 21 سبتمبر استولى الجيش الأفريقي على بلدة مكادة، على بعد 100 كيلومتر من مدريد. في نفس اليوم التقى الجنرالات المتمردون في مزرعة في ضواحي سالامانكا لإعطاء الجنرال فرانكو منصب القائد العام أو جنراليسمو [الإسبانية] للقوات المتمردة. ثم حقق فرانكو انتصارًا آخر في 27 سبتمبر عندما خففت قواته من حصار ألكازار في طليطلة، التي كانت حامية قومية بقيادة العقيد خوسيه موسكاردو محاصرة منذ بداية التمرد بآلاف من القوات الجمهورية. فجاء المغاربة وعناصر من الفيلق الإسباني لإنقاذهم. فقد أعطى نقل القوات إلى طليطلة وقتًا لمدريد لزيادة تحصيناتها، لكن تم اعتبار ذلك نصرًا دعائيًا كبيرًا ونجاحًا شخصيًا لفرانكو.
بعد يومين من تخفيف الحصار أعلن فرانكو نفسه كوديلو «وهو المعادل الإسباني للدوتشي الإيطالي والفوهرر الألماني». وفي 1 أكتوبر 1936 تم تثبيته رئيسًا للدولة وقائدا للجيش في برغش. وفي 8 أكتوبر وصل جيش إفريقيا إلى سان مارتن دي فالديجليسياس على بعد حوالي 40 كم عن مدريد، حيث تواصل مع قوات التمرد في الشمال بقيادة الجنرال إميليو مولا، الذي كان قد أنهى للتو حملة غيبوثكوا بعد الاستيلاء على إرون في 5 سبتمبر وسان سباستيان في 13 سبتمبر، تاركة أراضي الشمال الجمهوري محاطًة بالقوميين. وهكذا انتشرت القوات المتمردة في بداية شهر أكتوبر في نصف دائرة حول مدريد، بدأت من طليطلة جنوبا حتى الشمال الغربي على بعد 10 كم شمال الإسكوريال والذي يبعد ما بين 40 و 55 كم عن العاصمة. ثم شنت هجومًا كبيرًا على المدينة في 8 نوفمبر، فاضطرت الحكومة للانتقال إلى فالنسيا خارج منطقة القتال في 6 نوفمبر. ومع ذلك تم صد هجوم القوميين على العاصمة في قتال شرس بين 8 و23 نوفمبر. كان العامل المساهم في الدفاع الجمهوري الناجح هو تفاني الفوج الخامس في القتال ووصول الألوية الدولية، ومشاركة ما يقرب من 3000 متطوع أجنبي في المعركة. وبعد فشله في الاستيلاء على العاصمة، قام فرانكو بقصفها من الجو، وفي العامين التاليين شن العديد من الهجمات لمحاولة تطويق وحصار مدريد. تمكن القوميين في هجومهم بمعركة طريق لاكورونيا الثانية في الشمال الغربي من دفع القوات الجمهورية إلى التراجع، لكنهم فشلوا بعزل العاصمة. استمرت المعركة حتى يناير.

### 1937
مع تضخم صفوفه من قبل القوات الإيطالية والجنود الاستعماريين الإسبان من المغرب، قام فرانكو بمحاولة أخرى للاستيلاء على مدريد في يناير وفبراير 1937، لكنه فشل مرة أخرى. بدأت معركة ملقا في منتصف يناير، وسيتحول هذا الهجوم القومي في جنوب شرق إسبانيا إلى كارثة للجمهوريين، الذين كانوا منظمين ومسلحين بشكل سيئ. استولى فرانكو على المدينة في 8 فبراير. بدأ دمج الميليشيات المختلفة في الجيش الجمهوري في ديسمبر 1936. التقدم القومي الرئيسي لعبور جاراما وقطع الإمداد إلى مدريد عبر طريق فالنسيا، المسمى معركة جاراما، أدى إلى خسائر فادحة تقدر بـ (6000 -20000) شخص في كلا الجانبين. لم يتم تحقيق الهدف الرئيسي للعملية، على الرغم من أن القوميين كسبوا مساحة متواضعة من الأراضي. هجوم قومي مماثل، معركة غوادالاخارا، كان هزيمة أكثر أهمية لفرانكو وجيوشه. كان هذا الانتصار الجمهوري الوحيد المعلن للحرب. استخدم فرانكو القوات الإيطالية وتكتيكات الحرب الخاطفة. بينما ألقى العديد من الاستراتيجيين باللوم على فرانكو في هزيمة اليمينيين، اعتقد الألمان أنها كانت الأولى على خطأ لخسائر القوميين الخمسة وخسارة المعدات القيمة. جادل الاستراتيجيون الألمان بنجاح بأن القوميين بحاجة إلى التركيز على المناطق الضعيفة أولاً.
بدأت «الحرب في الشمال» في منتصف مارس مع حملة بسكاي. عانى الباسك أكثر من عدم وجود سلاح جوي مناسب. في 26 أبريل، قصف فيلق الكوندور النازي بلدة غيرنيكا، مما أسفر عن مقتل 200-300 مدني وتسبب في أضرار كبيرة. كان للتدمير تأثير كبير على الرأي الدولي. تراجع الجمهوريون في الباسك. شهد أبريل ومايو أيام مايو، الاقتتال الداخلي بين الجماعات الجمهورية في كاتالونيا، وأثار الاضطراب القيادة القومية، ولكن لم يتم عمل الكثير لاستغلال الانقسامات الجمهورية.
بعد سقوط غرنيكا، بدأت الحكومة الجمهورية في القتال بفاعلية متزايدة. في يوليو، اتخذت خطوة لاستعادة سيغوفيا، مما أجبر فرانكو على تأخير تقدمه على جبهة بلباو، ولكن لمدة أسبوعين فقط. فشل هجوم جمهوري مماثل، هجوم هويسكا، بالمثل. قُتل مولا، الرجل الثاني في قيادة فرانكو، في 3 يونيو / حزيران، في حادث طائرة. في أوائل يوليو، على الرغم من الخسارة السابقة في معركة بلباو، شنت الحكومة هجومًا مضادًا قويًا على غرب مدريد، مع التركيز على برونيت. ومع ذلك، كانت معركة برونيت هزيمة كبيرة للجمهورية، التي فقدت العديد من أكثر قواتها إنجازًا. أدى الهجوم إلى تقدم 50 كيلومترًا مربعًا (19 ميل مربع)، وخلف 25 ألفًا من الضحايا الجمهوريين. كان الهجوم الجمهوري ضد سرقسطة أيضا فاشلا. على الرغم من امتلاكها لمزايا برية وجوية، إلا أن معركة بلشيت، وهي مكان يفتقر إلى أي اهتمام عسكري، أسفرت عن تقدم 10 كيلومترات فقط (6.2 ميل) وفقدان الكثير من المعدات. غزا فرانكو أراغون واستولى على مدينة سانتاندر في كانتابريا في أغسطس. مع استسلام الجيش الجمهوري في إقليم الباسك جاء اتفاق سانتونيا. سقطت خيخون أخيراً في أواخر أكتوبر في هجوم أستورياس. لقد فاز فرانكو بفاعلية في الشمال. في نهاية نوفمبر، مع اقتراب قوات فرانكو من فالنسيا، كان على الحكومة التحرك مرة أخرى، هذه المرة إلى برشلونة.

### 1938
كانت معركة تيرويل مواجهة مهمة. المدينة، التي كانت تنتمي سابقًا إلى القوميين، غزاها الجمهوريون في يناير. شنت القوات الفرنسية هجومًا واستعادت المدينة بحلول 22 فبراير، لكن فرانكو اضطر على الاعتماد بشكل كبير على الدعم الجوي الألماني والإيطالي.
في 7 مارس، أطلق القوميون هجوم أراغون، وبحلول 14 أبريل كانوا قد تقدموا إلى البحر الأبيض المتوسط، وقطعوا الجزء الذي يسيطر عليه الجمهوريون من إسبانيا إلى قسمين. حاولت الحكومة الجمهورية عقد مفاوضات من أجل السلام في مايو، لكن فرانكو طالب باستسلام غير مشروط واستمرت الحرب. في يوليو، ضغط الجيش القومي جنوبًا من تيرويل والجنوب على طول الساحل باتجاه عاصمة الجمهورية في فالنسيا، لكنه توقف في قتال عنيف على طول خط ماتالانا، وهو نظام تحصينات للدفاع عن فالنسيا.
ثم أطلقت الحكومة الجمهورية حملة شاملة لإعادة ربط أراضيها في معركة إيبرو، من 24 يوليو حتى 26 نوفمبر، حيث تولى فرانكو القيادة شخصيًا. كانت الحملة غير ناجحة، وقوضت من خلال استرضاء الفرنسيين والبريطانيين لهتلر في ميونيخ. دمر الاتفاق مع بريطانيا معنويات الجمهوريين فعليًا بإنهاء الأمل في تحالف مناهض للفاشية مع القوى الغربية. الانسحاب من إبرو قرروا النتيجة النهائية للحرب. قبل ثمانية أيام من العام الجديد، تحرك فرانكو مدعمًا بقوات ضخمة لغزو كاتالونيا.

### 1939
غزت قوات فرانكو كاتالونيا في حملة خلال الشهرين الأولين من عام 1939. سقطت تاراغونا في 15 يناير، تلتها برشلونة في 26 يناير وجيرونا في 2 فبراير. في 27 فبراير، اعترفت المملكة المتحدة وفرنسا بنظام فرانكو.
بقيت مدريد وعدد قليل من المعاقل الأخرى للقوات الجمهورية. في 5 مارس 1939، قام الجيش الجمهوري بقيادة العقيد سيجسموندو كاسادو والسياسي جوليان بيستيرو، ضد رغبة رئيس الوزراء خوان نيجرين وشكلوا مجلس الدفاع الوطني (CND) للتفاوض على اتفاق سلام.
فر نيجرين إلى فرنسا في 6 مارس، لكن القوات الشيوعية حول مدريد صعدت ضد المجلس العسكري، وبدأت حربًا أهلية قصيرة داخل الحرب الأهلية. هزمهم كاسادو، وبدأت مفاوضات السلام مع القوميين، لكن فرانكو رفض قبول أي شيء إلا الاستسلام غير المشروط. في 26 مارس، بدأ القوميون هجومًا عامًا، في 28 مارس احتل القوميون مدريد، وبحلول 31 مارس، سيطروا على جميع الأراضي الإسبانية. أعلن فرانكو النصر في خطاب إذاعي أذيع في 1 أبريل، عندما استسلمت آخر القوات الجمهورية.
بعد نهاية الحرب، كانت هناك أعمال انتقامية قاسية ضد أعداء فرانكو السابقين. تم سجن الآلاف من الجمهوريين وإعدام 30 ألفًا على الأقل. وتتراوح التقديرات الأخرى لهذه الوفيات من 50 ألفًا إلى 200 ألفًا، اعتمادًا على الوفيات التي تم تضمينها. تم وضع كثيرين آخرين في العمل الإجباري، وبناء السكك الحديدية، وتجفيف المستنقعات، وحفر القنوات.  وفر مئات الآلاف من الجمهوريين إلى الخارج، وفر نحو 500 ألف إلى فرنسا. تم حبس اللاجئين في معسكرات الاعتقال في الجمهورية الفرنسية، مثل كامب جورس أو كامب فيرنت، حيث تم إيواء 12000 جمهوري في ظروف مزرية. بصفته قنصلًا في باريس، نظم الشاعر والسياسي التشيلي بابلو نيرودا الهجرة إلى تشيلي لـ 2200 من المنفيين الجمهوريين في فرنسا باستخدام السفن.
من بين 17000 لاجئ يعيشون في معسكر جور، تم تشجيع المزارعين وغيرهم ممن لم يتمكنوا من العثور على عمل في فرنسا، على العودة إلى إسبانيا. ففعلت الغالبية العظمى ذلك.
تم نقل بعض اللاجئين إلى مخيم ميراندا دي إيبرو «للتنقية» وفقًا لقانون المسؤوليات السياسية. بعد إعلان المارشال فيليب بيتان عن نظام فيشي، أصبح اللاجئون سجناء سياسيين، وحاولت الشرطة الفرنسية اعتقال أولئك الذين تم تحريرهم من المخيم. إلى جانب أشخاص آخرين «غير مرغوب فيهم»، تم إرسال الإسبان إلى معسكر اعتقال درانسي قبل ترحيلهم إلى ألمانيا النازية. توفي حوالي 5000 إسباني في معسكر اعتقال ماوتهاوزن.
بعد النهاية الرسمية للحرب، كان هناك كَر وفَر بين القوميين وبعض اللاجئين الجمهوريين الذين قرروا القتال مرة أخرى في الخمسينات من القرن الماضي، وتم تخفيضها تدريجياً بسبب الهزائم العسكرية والدعم الضئيل من السكان المنهكين. في عام 1944، قامت مجموعة من المحاربين الجمهوريين، الذين قاتلوا أيضًا في المقاومة الفرنسية ضد النازيين، بغزو فال داران في شمال غرب كاتالونيا، لكنهم هزموا هزيمة ساحقة بعد 10 أيام.

## إجلاء الأطفال

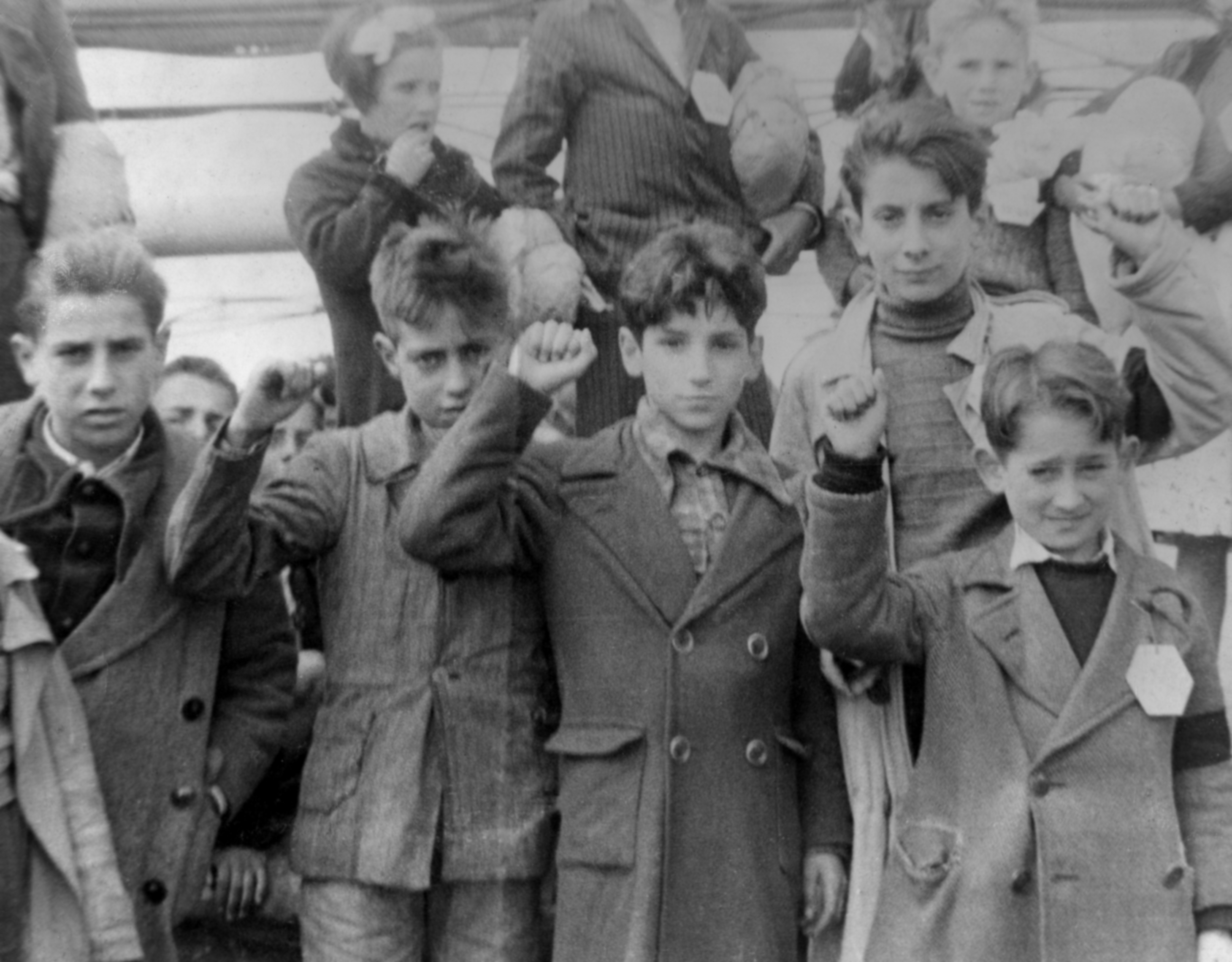
أطفال يستعدون للإجلاء، حيث حيى بعضهم بتحية الجمهوريين، وهي قبضة مرفوعة. بينما يحيي القوميون بالتحية الرومانية.

أشرف الجمهوريون على إجلاء من 30 - 35 ألف طفل من مناطقهم، بدءًا من مناطق الباسك التي أجلت 20 ألف. وشملت وجهاتهم المملكة المتحدة والاتحاد السوفياتي، والعديد من المواقع الأخرى في أوروبا، إلى جانب المكسيك. لقيت في البداية عمليات الإجلاء تلك معارضة من كل من الحكومة والجماعات الخيرية، الذين رأوا هذه السياسة غير ضرورية ومضرة برفاهية الأطفال الذين تم إجلاؤهم. وفي 21 مايو 1937 تم إجلاء حوالي 4000 طفل من إقليم الباسك إلى المملكة المتحدة على متن سفينة من ميناء سانتورتزي الإسباني. ولدى وصولهم بعد ذلك بيومين في ساوثمبتون، تم توزيع الأطفال في جميع أنحاء إنجلترا، حيث تم إيواء أكثر من 200 طفل في ويلز. تم تحديد الحد الأعلى للسن في البداية عند 12 عامًا، ولكن تم رفعه إلى 15 عامًا. وما أن حل منتصف سبتمبر حتى كان جميع الأطفال (بالإسبانية: Los niños)‏ كما اشتهروا، قد وجدوا منازل مع عائلات. وقد أعيد معظمهم إلى إسبانيا بعد الحرب، وبقي حوالي 250 منهم في بريطانيا حتى نهاية الحرب العالمية الثانية في 1945. اختار البعض الاستقرار في بريطانيا، بينما أعيد الباقون إلى إسبانيا.

## التمويل

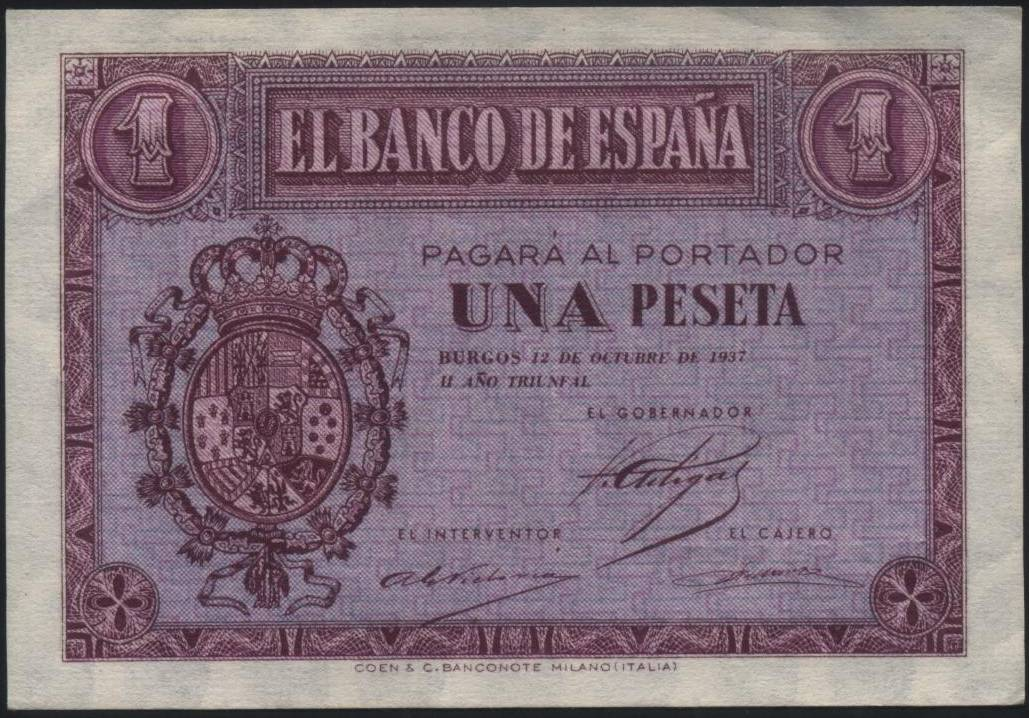
ورقة واحد بيزيتا قومية، 1937

بلغ إجمالي الإنفاق العسكري لكلا القوميون والجمهوريون حوالي 3.89 مليار دولار، بمتوسط 1.44 مليار دولار سنويًا. تم احتساب إجمالي نفقات القوميين بـ 2.04 مليار دولار، ونفقات الجمهوريين بـ 1.85 مليار دولار. بالمقارنة مع 1936-1938 بلغ إجمالي الإنفاق العسكري الفرنسي 0.87 مليار دولار، والإيطالي 2.64 مليار دولار، والبريطاني 4.13 مليار دولار. كما في منتصف الثلاثينيات من القرن 20، كان الناتج المحلي الإجمالي الإسباني أصغر بكثير من الناتج المحلي الإجمالي الإيطالي أو الفرنسي أو البريطاني، وكما هو الحال في الجمهورية الثانية، كانت الميزانية السنوية للدفاع والأمن في العادة حوالي 0.13 مليار دولار (كان إجمالي الإنفاق الحكومي السنوي قريبًا من 0.65 مليار دولار)، شكلت النفقات العسكرية في زمن الحرب ضغطا هائلا على الاقتصاد الإسباني. وشكل تمويل الحرب تحديًا كبيرَا لكل من القوميين والجمهوريين.
اتبع الطرفان المتقاتلان استراتيجيات مالية متشابهة. في كلتا الحالتين كانت طباعة النقود، هو المفتاح لتمويل الحرب بدلاً من فرض ضرائب جديدة أو إصدار سندات دين.
اعتمد كلا الجانبين في الغالب على الموارد المحلية؛ ففي حالة القوميين، بلغ 63٪ من إجمالي الإنفاق (1.28 مليار دولار) وفي حالة الجمهوريين بلغ 59٪ (1.09 مليار دولار). وفي المنطقة القومية كان طباعة النقود مسؤولاً عن حوالي 69٪ من الموارد المحلية، بينما في المنطقة الجمهورية بلغت النسبة المقابلة 60٪؛ تم إنجازه في الغالب عن طريق السلف والائتمان والقروض والأرصدة المدينة من البنوك المركزية المعنية. ومع ذلك كان مخزون المال في المنطقة القومية أعلى بقليل من معدل نمو الإنتاج، وفي المنطقة الجمهورية تجاوز بكثير أرقام الإنتاج المتهالكة. فكانت النتيجة أن التضخم القومي في نهاية الحرب كان 41 ٪ مقارنة بسنة 1936، والتضخم الجمهوري كان أكثر بثلاث مرات. أما العنصر الثاني من الموارد المحلية فهو الإيرادات المالية. حيث نمت في المنطقة القومية بشكل مطرد، وفي النصف الثاني من 1938 كانت 214٪ من الرقم من النصف الثاني من 1936. وفي المنطقة الجمهورية انخفضت الإيرادات المالية في 1937 إلى حوالي 25٪ من الإيرادات المسجلة من نفس المنطقة في 1935، لكنها تعافت قليلا في 1938. لم يقم أي من الجانبين بإعادة هندسة نظام الضرائب ما قبل الحرب. نتجت تلك الاختلافات عن مشاكل متزايدة في تحصيل الضرائب في المنطقة الجمهورية ومن مجرى الحرب، حيث كان القوميون يستولون على المزيد من الأراضي. أما ماتبقى من الموارد المحلية فكان يأتي من نزع الملكية أو التبرعات أو الاقتراض الداخلي، وهو قليل جداً.

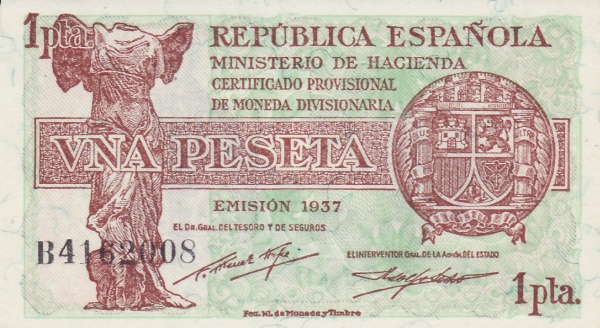
ورقة واحد بيزيتا جمهورية, 1937

أما الموارد الأجنبية فقد بلغت عند القوميين 37٪ (0.76 مليار دولار) و 41٪ عند الجمهوريين (0.77 مليار دولار). فالقوميون مواردهم كانت من الإقراض، وفي الغالب إيطالي وألماني؛ أما موارد الجمهوريين فكانت من مبيعات احتياطيات الذهب الذي ذهب معظمها نحو الاتحاد السوفيتي، وكميات قليلة نحو فرنسا. لم ينو أي من الجانبين الاقتراض العام أو تعويم الديون في أسواق الصرف الأجنبي.
يشير مؤلفو الدراسات الحديثة إلى أنه نظرًا لأن الإنفاق القومي والجمهوري كانا متشابهين، فإن النظرية السابقة التي تشير إلى سوء إدارة الجمهوريين للموارد هي غير قابلة للدعم. بدلاً من ذلك يزعمون أن الجمهوريين فشلوا في ترجمة مواردهم إلى انتصار عسكري إلى حد كبير بسبب القيود من اتفاقية عدم التدخل الدولية؛ لقد أجبروا على إنفاق ما يزيد عن أسعار السوق وقبول سلع ذات جودة أقل. ساهم اندلاع الفوضى في منطقة الجمهوريين بحدوث مشاكل، بالإضافة إلى أن مسار الحرب  قد أدى إلى تقليص أراضيهم ومعها الموارد والسكان.

## إحصائيات القتلى
| إحصائيات قتلى الحرب الأهلية |                                                                                          |
| المدى                       | التقديري                                                                                 |
| +2m                         | 2,000,000                                                                                |
| +1m                         | 1,500,000, 1,124,257, 1,200,000, 1,000,000,                                              |
| + 900,000                   | 909,000, 900,000                                                                         |
| + 800,000                   | 800,000                                                                                  |
| + 700,000                   | 750,000, 745,000, 700,000                                                                |
| + 600,000                   | 665.300, 650,000, 640,000, 625,000, 623,000, 613,000, 611,000, 610,000, 600,000          |
| + 500,000                   | 580,000, 560,000, 540,000, 530,000, 500,000                                              |
| + 400,000                   | 496,000, 465,000, 450,000, 443,000, 436,000, 420,000, 410,000, 405,000, 400,000          |
| + 300,000                   | 380,000, 365,000, 350,000, 346,000, 344,000, 335,000, 330,000, 328,929, 310,000, 300,000 |
| + 200,000                   | 290,000, 270,000, 265,000, 256,825, 255,000, 250,000, 231,000                            |
| + 100,000                   | 170,489, 149,213                                                                         |

لايزال عدد القتلى في الحرب الأهلية الإسبانية غبر واضح تمامًا، ولا تزال تلك الحرب قضية مثيرة للجدل، خصوصًا ماجرى من قمع وتعذيب خلال وبعد الحرب. وتمتنع العديد من الأدبيات العامة للتدوين وبالذات الإسبانية أو شخصيات أو سلسلة تاريخية ضخمة أو الموسوعات أو حتى القواميس عن إعطاء أي أرقام، بل في أحسن الأحوال تعطي أوصافًا عامة غامضة؛ غالبًا ما ظل رواة تاريخ إسبانيا العام الأكثر تفصيلاً صامتين حول تلك القضية. أما المؤرخين الأجانب وخاصة الناطقون بالإنجليزية فكانوا راغبين أكثر في إعطاء بعض التقديرات العامة، على الرغم من أن بعضهم قد راجع إصداراته، وخفض من توقعاته، وتفاوتت الأرقام من مليون إلى 250,000. بصرف النظر عن التحيز أو سوء النية أو عدم الكفاءة أو تغيّر الوصول إلى المصادر، فإن الاختلافات تنتج بشكل رئيسي من تصنيف الأمور والقضايا المنهجية.

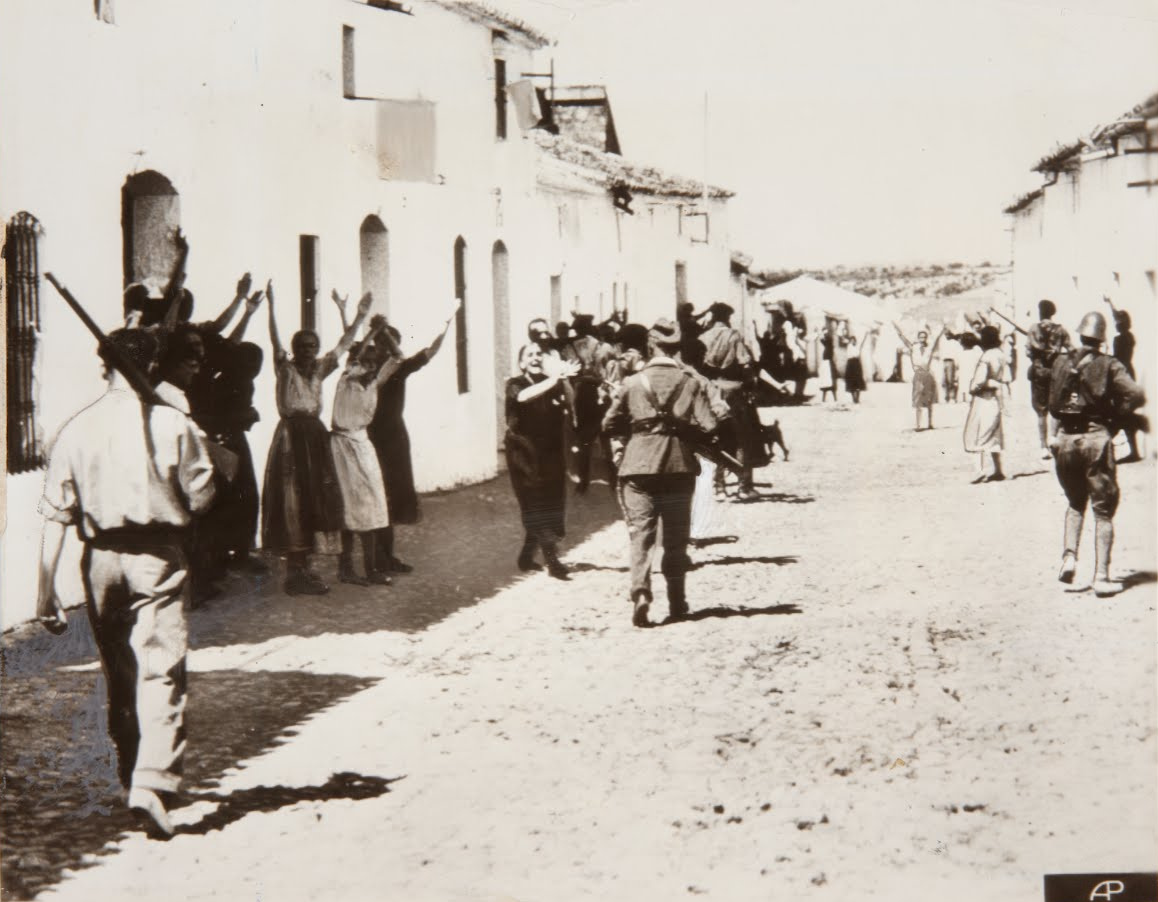
نساء يتوسلن للقوميين من أجل حياة الأسرى السجناء، قسنطينة 1936

عادةً ما تضاف الأرقام المذكورة آنفًا على تصنيفات مختلفة أو تستبعد. فالمؤرخين الذين يركزون على القتل أو «الوفيات العنيفة» يسردونها كالتالي: 
1. قتلى المعارك أو المرتبطة بها. وتتراوح أرقام هذا الباب من 100 ألف[266][267] إلى 700 ألف؛[268]
2. الإرهاب الداخلي من خلال محاكم أو خارج نطاق القضاء، والمسجل حتى نهاية الحرب: من 103 آلاف[269] إلى 235 ألف؛[270]
3. القتلى المدنيين جراء الأعمال العسكرية والغارات الجوية عادة: 10 آلاف[270] إلى 15 ألف.[271] تشير هذه الفئات مجتمعة إلى إجماليات من 235 ألف[272] إلى 715 ألف.[273] ويختار العديد من المؤلفين وجهات نظر أوسع وزيادة القتلى بإضافة:
4. وفيات أعلى من المعتاد بسبب سوء التغذية،[274] أو قلة النظافة ونزلات البرد والأمراض وغيرها، والتي سجلت حتى نهاية الحرب الأهلية: من 30 ألف[275] إلى 630 ألف.[276] ومن المألوف أن تصادف إحصاءات الحرب التي تشمل:
5. إرهاب ما بعد الحرب المرتبط بالحرب الأهلية، ووصل أحيانا حتى سنة 1961: 23000[277] إلى 200000.[270] يضيف بعض المؤلفين أيضًا
6. القتلى الأجانب والقتلى المرتبط بالقتال: من 3000[278] إلى 25 ألف،[277]
7. قتلى إسبان في الحرب العالمية الثانية: 6آلاف[277]
8. حالة وفاة مرتبطة بحرب العصابات بعد الحرب، عادةً غزو فال داران: 4,000.[277]
9. حالة وفاة فوق العادة ناجمة عن سوء التغذية وغيرها، تم تسجيلها بعد الحرب الأهلية ولكنها مرتبطة بها: 160 ألف [277] إلى 300 ألف.[279]
10. يتبع الديموغرافيون نهجًا مختلفًا تمامًا؛ بدلاً من عد الوفيات من فئات مختلفة، فهم يحاولون إيجاد الفرق بين العدد الإجمالي للوفيات المسجلة أثناء الحرب والإجمالي الذي نتج عن تطبيق معدلات الوفيات السنوية من الفترة 1926-1935؛ يعتبر هذا الاختلاف موتاً مفرطاً ناتجاً عن الحرب. الرقم الذي توصلوا إليه للفترة 1936-1939 هو 346 ألف؛ الرقم لعام 1936-1942 بما في ذلك سنوات الوفيات بعد الحرب الناتجة عن معاناة الإرهاب والحرب هو 540 ألف.[ملحوظة 60]
11. الهجرة إلى الخارج: ذهب بعض العلماء إلى أبعد من ذلك ويحسبون «خسارة السكان» أو «التأثير الديموغرافي» للحرب. وفي تلك الحالة قد تضم من 160 ألف[ملحوظة 61] إلى 730 ألف[ملحوظة 62]
12. انخفاض في معدل المواليد: 500 ألف[ملحوظة 63] إلى 570 ألف.[ملحوظة 64]

## الفظائع

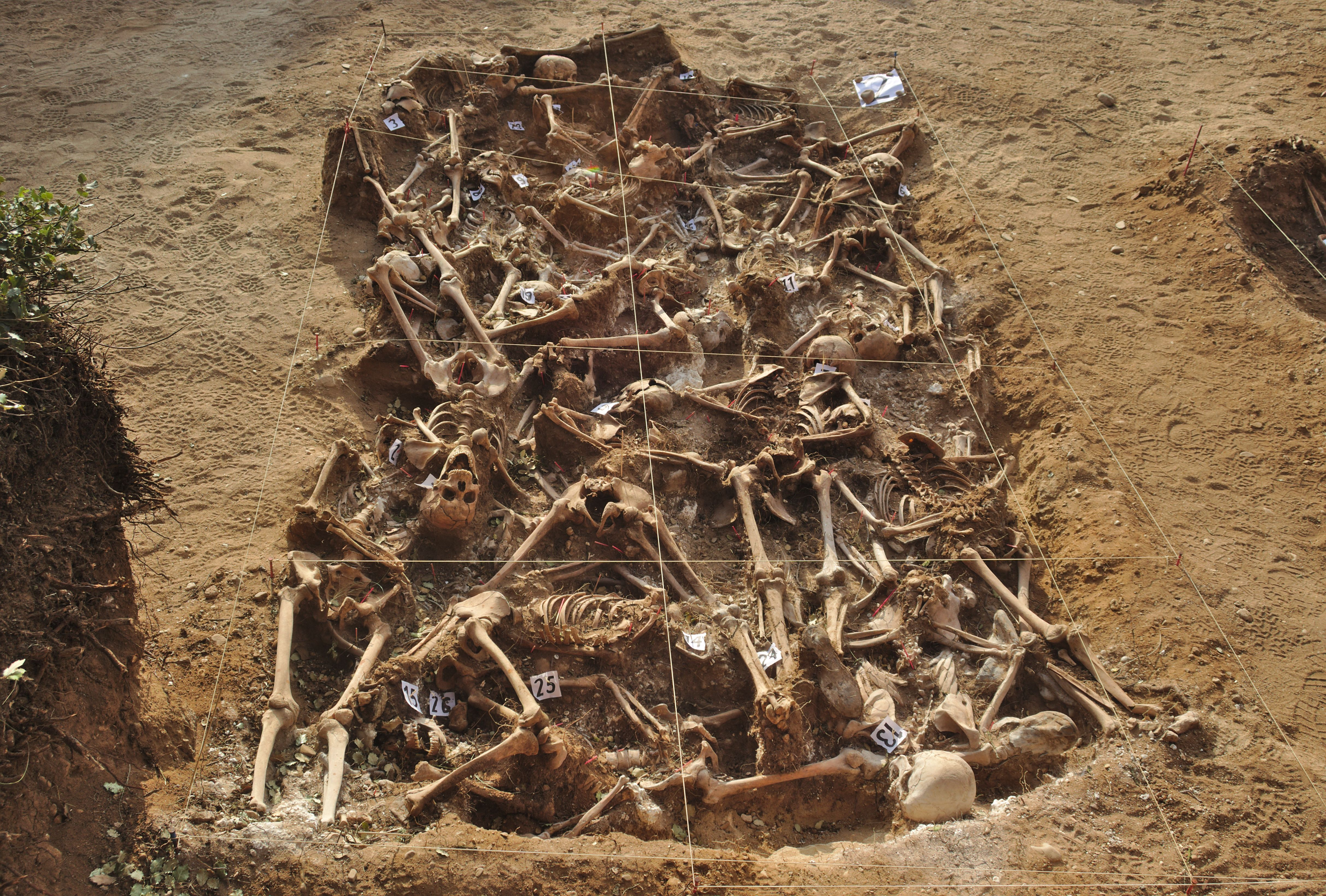
مقتل 26 جمهوريًا على يد قوميي فرانكو في بداية الحرب الأهلية الإسبانية، بين أغسطس وسبتمبر 1936. تقع تلك المقبرة الجماعية في بلدة إيستيبار الصغيرة في مقاطعة برغش. تم الكشف عنها في يوليو - أغسطس 2014.

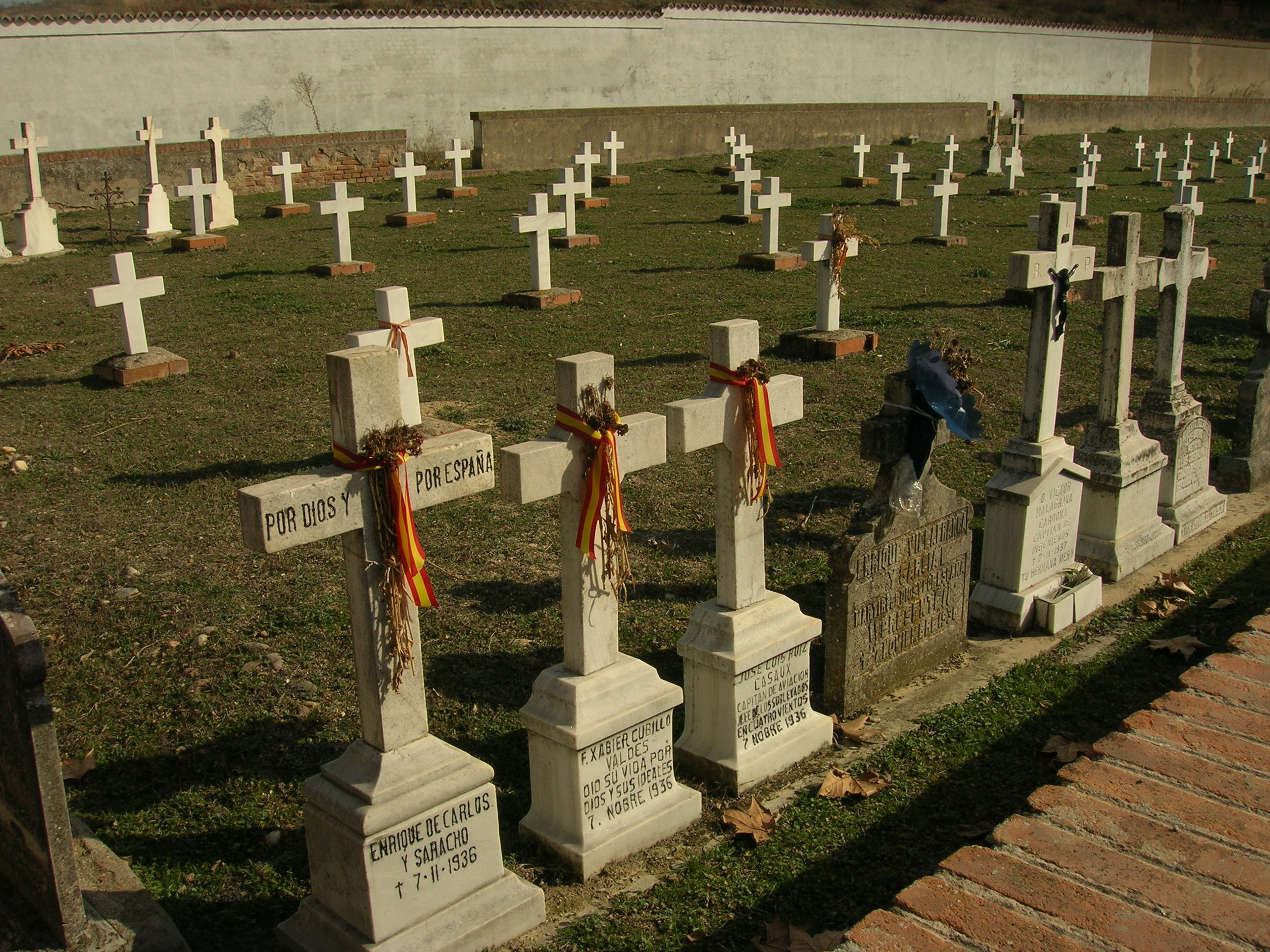
ضحايا مذبحة باراكويوس التي ارتكبها الجمهوريون. ارتكب الجمهوريون العديد من أعمال التعذيب والقتل وجرائم الحرب اشتهرت باسم الإرهاب الأحمر (إسبانيا).

لا يزال إجمالي الوفيات موضع جدل. فقد كتب المؤرخ البريطاني أنتوني بيفور في كتابه عن تاريخ الحرب الأهلية أن «الإرهاب الأبيض» الذي ارتكبها فرانكو أدى إلى مقتل 200 ألف شخص وأن «الإرهاب الأحمر» قتل 38 ألفًا. وأكد جوليوس رويز أنه «على الرغم من أن الأرقام لا تزال موضع خلاف، فقد تم تنفيذ 37,843 عملية إعدام على الأقل في المنطقة الجمهورية، وحوالي 150 ألف عملية إعدام (بما في ذلك 50 ألفًا بعد الحرب) في إسبانيا القومية». ذكر المؤرخ مايكل سيدمان أن القوميين قتلوا ما يقرب من 130 ألف شخص والجمهوريين ما يقرب من 50 ألف شخص.

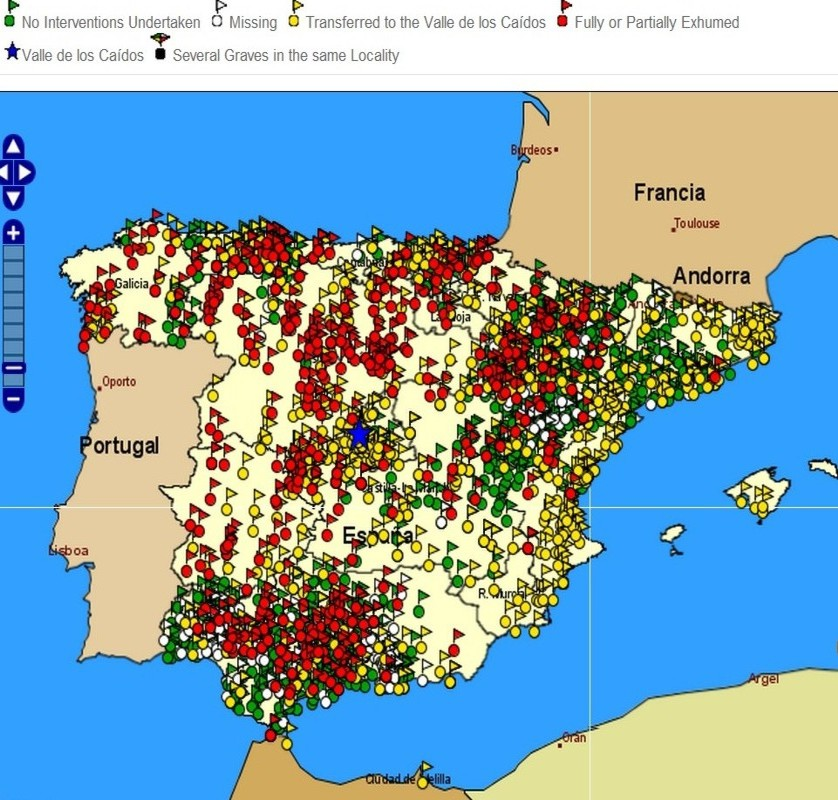
مواقع مقابر الحرب الأهلية الإسبانية. موقع المقابر المعروفة. تشير الألوان إلى نوع التدخل الذي تم تنفيذه. الأخضر: لم يتم القيام بأي تدخل حتى الآن. الأبيض: قبور مجهولة. باللون الأصفر: تم النقل إلى وادي الشهداء. الأحمر: مستخرج كليًا أو جزئيًا. النجم الأزرق: وادي الشهداء. المصدر: وزارة العدل الإسبانية

وفي سنة 2008 فتح القاضي الإسباني بالتاسار غارزون تحقيقًا في إعدام واختفاء 114,266 شخصًا بين 17 يوليو 1936 وديسمبر 1951. ومن بين الإعدامات التي تم التحقيق فيها إعدام الشاعر والمسرحي فيديريكو غارسيا لوركا الذي لم يُعثر على جثته أبدًا. وكان ذكر وفاة غارسيا لوركا ممنوعا خلال نظام فرانكو.
بدأت الأبحاث منذ 2016 في تحديد مواقع المقابر الجماعية، باستخدام مزيج من شهادات الشهود والاستشعار عن بعد وتقنيات الجيوفيزياء الشرعي.
وأصر كل من المؤرخين أمثال هيلين غراهام وبول بريستون وأنتوني بيفور وغابرييل جاكسون وهيو توماس بأن الإعدامات الجماعية خلف الخطوط القومية تم تنظيمها والموافقة عليها من قبل سلطات التمرد القومية فيما جاءت عمليات الإعدام خلف خطوط الجمهوريين نتيجة انهيار الدولة الجمهورية والفوضى:

## العامل النفسي في الحرب
كان استراتجية قوات فرانكو لكي يدخل الرعب و الهزيمة النفسية في قلوب خصومه الجمهوريين ، و كانت الاستراتجية هي بعد سقوط أي مدينة أو قرية كانت تحت حكم الجمهوريين أن يوقع بأهلها المجازر، فكان يعزل الفئات التي تعرف بأنها مؤيدة للجمهوريين أو يشك بأنها مؤيدة و يقتلون رميا بالرصاص و يدفنون في قبور جماعية ، و لم تتوقف المجازر حتى بعد انتصار فرانكو في الحرب بل استمرت حتى يضمن الدكتاتور بأنه لايوجد ما يعكر صفو حكمه.

## القبور الجماعية في اسبانيا
يوجد في اسبانيا ما يفوق الالفان و خمس مئة قبر جماعي، و تحتل إسبانيا المرتبة الثانية بعد كمبوديا في عدد القبور

## ملاحظة
1. ↑  قاتل حزب العمال للتوحيد الماركسي من 17 يوليو 1936 حتى 16 يوليو 1937، عندما تم حظر الحزب وقمعه من قبل الحكومة الجمهورية للجبهة الشعبية بقيادة رئيس الوزراء خوان نيغرين، مع قمع الحكومة للحزب بدعم من جوزيف ستالين، الشيوعية الدولية والحزب الشيوعي الإسباني
2. ↑  من سنة 1936 حتى استسلم سنة 1937 إلى فيلق قوات المتطوعين الإيطالية في اتفاقية سانتونيا.
3. ↑  الحزب الوحيد بقيادة فرانسيسكو فرانكو منذ 1937 فصاعدًا، وهو نتاج اندماج الفصائل الأخرى في الجانب القومي.
4. ↑  1936–1937, then merged into الكتائب الإسبانية التقليدية والجمعيات الدفاعية النقابية الوطنية
5. ↑  1936–1937, then merged into الكتائب الإسبانية التقليدية والجمعيات الدفاعية النقابية الوطنية
6. ↑  1936–1937, then merged into الكتائب الإسبانية التقليدية والجمعيات الدفاعية النقابية الوطنية
7. ↑  1936–1937, then merged into الكتائب الإسبانية التقليدية والجمعيات الدفاعية النقابية الوطنية
8. ↑  انظر Death toll section.
9. ↑  "تم تبني التحية الرومانية للفاشية الإيطالية لأول مرة من قبل PNE و JONS، ثم انتشرت بعدها إلى الفلانخي وغيرها من الجماعات اليمينية المتطرفة، قبل أن تصبح التحية الرسمية في إسبانيا فرانكو. لم تحظ تحية JAP التي تتكون من مد الذراع اليمنى أفقياً للمس الكتف الأيسر إلا بقبول ضئيل نسبيًا. أدت لفتة القبضة المرفوعة، المنتشرة على نطاق واسع بين مجموعات العمال اليساريين، إلى مزيد من الاختلافات الصارمة، مثل التحية بالقبضة على ذراع واحدة، وهي سمة من سمات روتفرونت الألمانية، التي تبناها الجيش الشعبي الجمهوري". The Splintering of Spain, pp. 36–37
10. ↑  استمرت الحرب 986 يومًا؛ يتم تسعير الدولارات بقيمتها الاسمية في أواخر الثلاثينيات
11. ↑  بلغ الإنفاق العسكري الأسباني في 1934 كما ورد من قبل مكتب الإحصاء 958 مليون بزيتا. وبلغ 1,065 مليون بزيتا في سنة 1935, Huerta Barajas Justo Alberto (2016), Gobierno u administración militar en la II República Española, (ردمك 978-8434023031), p. 805. تراوح سعر صرف البيزيتا مقابل الدولار في 1935 من 7.32 في أغسطس إلى 7.38 في يناير، Martínez Méndez P. (1990), Nuevos datos sobre la evolución de la peseta entre 1900 y 1936, (ردمك 8477930724), p. 14
12. ↑  عند تقييم التكلفة المالية لشن الحرب ، يقصر بعض العلماء تحليلاتهم على الموارد الأجنبية فقط ويحددون نفقات كلا الجانبين بحوالي 0.7 مليار دولار لكل منهما ، قارن على سبيل المثال Romero Salvado, Francisco J. (2013), Historical Dictionary of the Spanish Civil War, (ردمك 978-0810857841), p. 20. وبالمثل ذكر كاتب آخر أن "السلطات الجمهورية حصلت على 714 مليون دولار، وكانت هذه هي التكلفة المالية للحرب الأهلية بالنسبة للجمهوريين"، بالمقابل "كانت التكلفة المالية للحرب على الجانب القومي مقاربة جدا، بين 694 و 716 مليون دولار": Casanova, Julian (2013), The Spanish Civil War, (ردمك 978-1848856578), p. 91. The وذكر نفس المؤلف في نفس الكتاب أن "خسارة الحرب كلفت الجمهورية تقريبًا ما أنفقه فرانكو للانتصار فيها، أي حوالي 600 مليون دولار لكل جانب." (p. 185)
13. ↑  تختلف الأرقام الدقيقة. مصدر واحد يدعي 0،45 مليار دولار لإيطاليا و 0،23 مليار دولار لألمانيا، Romero Salvado 2013، p. 20؛ أما الباقي كان في الغالب ائتمانًا خاصًا من شركات بريطانية (مثل مجموعة ريو تينتو) أو أمريكية (مثل تكساكو)
14. ↑  أشارت دراسات سابقة إلى أن النفقات العسكرية للجمهوريين كانت أكبر بأربع مرات من النفقات القومية (40 مليار بزيتا مقابل 12 مليار بزيتا)؛ الاستنتاج الذي تم التوصل إليه هو أن الجمهوريين أساءوا بشكل صارخ إدارة مواردهم. إلا الدراسات الحديثة تؤكد أن الأرقام المذكورة أعلاه محسوبة بالقيمة الاسمية، وأن صورة مختلفة تمامًا عند أخذ التضخم وأسعار الصرف في الاعتبار,[248]
15. ↑  أعلى تقدير مدروس ؛ "كانت الحرب الأهلية كارثة رهيبة خسرت فيها كل الطبقات وكل الأطراف. وفوق المليون أو مليوني قتيل، فإن الصحة العامة للشعب انارت من آثار الجوع والمرض"، Brennan, Gerald (1978), El laberinto español. Antecedentes sociales y políticos de la guerra civil, (ردمك 978-8485361038), p. 20
16. ↑  بعض التقديرات الصحفية فيتلك الفترة، انظر على سبيل المثال: "قتل مليون ونصف المليون اسباني في الحرب", وتستمر الحرب الإسبانية, [in:] ديلي ريكورد [البريطانية] 28 مارس 1939
17. ↑  التقدير الأولي لرامون سالاس لارزابال، أسطورة المليون قتيل، وتشمل ضحايا سوء التغذية والبرد وغيرها، وتشمل قلة المواليد بسبب الحرب
18. ↑  "كلفت هذه المعركة الدموية إسبانيا 1.2 مليون قتيل بين عسكري ومدني", Pazos Beceiro, Carlos (2004), La globalización económica neoliberal y la guerra, (ردمك 978-9597071266), p. 116
19. ↑  Lee, Stephen J. (2000), European Dictatorships, 1918–1945, (ردمك 978-0415230452), p. 248; "a reasonable estimate, and a rather conservative one", Howard Griffin, John, Simon, Yves René (1974), Jacques Maritain: Homage in Words and Pictures, (ردمك 978-0873430463), p. 11; military casualties only, Ash, Russell (2003), The Top 10 of Everything 2004, (ردمك 978-0789496591), p. 68; lowest considered estimate, Brennan (1978), p. 20. The phrase of "one million dead" became a cliche since the 1960s, and many older Spaniards might repeat that "yo siempre había escuchado lo del millon de muertos", compare burbuja service, available here. This is so due to extreme popularity of a 1961 novel Un millón de muertos by José María Gironella, even though the author many times declared that he had in mind those "muerto espiritualmente", referred after Diez Nicolas, Juan (1985), La mortalidad en la Guerra Civil Española, [in:] Boletín de la Asociación de Demografía Histórica III/1, p. 42. Scholars claim also that the figure of "one million deaths" was continuously repeated by Francoist authorities "to drive home the point of having saved the country form ruin", Encarnación, Omar G. (2008), Spanish Politics: Democracy After Dictatorship, (ردمك 978-0745639925), p. 24, and became one of the "mitos principales del franquismo", referred as "myth no. 9" in Reig Tapia, Alberto (2017), La crítica de la crítica: Inconsecuentes, insustanciales, impotentes, prepotentes y equidistantes, (ردمك 978-8432318658)
20. ↑  145,000 KIA, 134,000 executed, 630,000 due to sickness, cold etc., Guerre civile d'Espagne, [in:] Encyclopedie Larousse online, available here
21. ↑  maximum considered estimate, Griffin, Julia Ortiz, Griffin, William D. (2007), Spain and Portugal: A Reference Guide from the Renaissance to the Present, (ردمك 978-0816074761), p. 49, "[war] generated around 800,000 deaths", Laia Balcells (2011), Death is in the Air: Bombings in Catalonia, 1936–1939, [in:] Reis 136, p. 199
22. ↑  "the war cost about 750,000 Spanish lives", A Dictionary of World History (2006), (ردمك 978-0192807007), p. 602; also "la poblacion de Espana en 1939 contaba 750,000 personas menos que las esperables si no hubiera habido guerra", ¿Cuántas víctimas se cobró la Guerra Civil? ¿Dónde hubo más?, [in:] El Pais 27.02.2019 [accessed 7 December 2019]
23. ↑  Coatsworth, John, Cole, Juan, Hanagan, Michael P., Perdue, Peter C., Tilly, Charles, Tilly, Louise (2015), Global Connections, (ردمك 978-0521761062), p. 379; divided into 700,000 died "in battle", 30,000 executed and 15,000 of air raids, Dupuy, R. Ernest, Dupuy, Trevor N. (1977), The Encyclopedia of Military History, (ردمك 0060111399), p. 1032, the same breakdown in The Encyclopedia of World History (2001), (ردمك 978-0395652374), p. 692, and in Teed, Peter (1992),A Dictionary of Twentieth-Century History, (ردمك 0192852078), p. 439
24. ↑  600,000 killed during the war + 100,000 executed afterwards, Tucker, Spencer C. (2016), World War II: The Definitive Encyclopedia and Document Collection, (ردمك 978-1851099696), p. 1563; Georges Soria, Guerra y Revolucion en Espana (1936–1939), vol. 5, Barcelona 1978, p. 87
25. ↑  when referring reported calculations of Hugh Thomas and divided into 320,000 KIA, 100,000 executed and 220,000 of malnutrition etc., Crow, John Armstrong (1985), Spain: The Root and the Flower : an Interpretation of Spain and the Spanish People, (ردمك 978-0520051331), p. 342
26. ↑  highest considered estimate, Tusell, Javier (1998), Historia de España en el siglo XX. Tomo III. La Dictadura de Franco, (ردمك 8430603328), p. 625
27. ↑  including 285,000 KIA, 125,000 civilians "due to war directed causes", 200,000 malnutrition., Sandler, Stanley (2002), Ground Warfare: An International Encyclopedia, vol. 1, (ردمك 978-1576073445), p. 160
28. ↑  285,000 in combat, 125,000 executed, 200,000 of malnutrition, Thomas, Hugh (1961), The Spanish Civil War (and other initial editions), referred after Clodfelter, Micheal (2017), Warfare and Armed Conflicts: A Statistical Encyclopedia of Casualty and Other Figures, 1492–2015, (ردمك 978-0786474707), p. 339
29. ↑  100,000 in combat, 220,000 rearguard terror, 10,000 in air raids, 200,000 after-war terror, 50,000 malnutrition etc.; Jackson, Gabriel (1965), The Spanish Republic and the Civil War, 1931–1939, (ردمك 978-0691007571), referred after Clodfelter (2017), p. 338
30. ↑  delta between the total number of deaths recorded in 1936–1942 and the total which would have resulted from extrapolating average annual death total from the 1926–1935 period, Ortega, José Antonio, Silvestre, Javier (2006), Las consecuencias demográficas, [in:] Aceńa, Pablo Martín (ed.), La economía de la guerra civil, (ردمك 978-8496467330), p. 76
31. ↑  excluding "50,000 more fatalities in Franco's prison camps during the immediate postwar period", Smele, Jonathan D. (2015), Historical Dictionary of the Russian Civil Wars, 1916–1926, (ردمك 978-1442252813), p. 253
32. ↑  approximate, excluding post-war terror; Hepworth, Andrea (2017), Site of memory and dismemory: the Valley of the Fallen in Spain, [in:] Gigliotti, Simone, The Memorialization of Genocide, (ردمك 978-1317394167), p. 77; highest considered estimate, Seidman, Michael (2011), The Victorious Counterrevolution: The Nationalist Effort in the Spanish Civil War, (ردمك 978-0299249632), p. 172; Britannica Concise Encyclopedia (2008), (ردمك 978-1593394929), p. 1795; 200,000 in combat, 125,000 executed, 175,000 of malnutrition, Thomas, Hugh (1977), The Spanish Civil War (and later editions), referred after Clodfelter (2017), p. 339; Nowa encyklopedia powszechna PWN (1995), vol. 2, (ردمك 830111097X), p. 778; "probably over.." and including 300,000 KIA, Palmer, Alan (1990), Penguin Dictionary of Twentieth-Century History, (ردمك 0140511881), p. 371; KIA + victims of terror only, Lowe, Norman (2013), Mastering modern history, London 2013, (ردمك 978-1137276940), p. 345; at least, "lost their lives", Palmowski, Jan (2008), The Dictionary of Contemporary World History, (ردمك 978-0199295678), p. 643
33. ↑  215,000 in combat, 200,000 killed in rearguard, 70,000 due to wartime hardships, 11,000 civilian victims of military operations; the author later rounds up the total to 0,5m, Alonso Millán, Jesús (2015), La guerra total en España (1936–1939), (ردمك 978-1512174137), pp. 403–404
34. ↑  at most 300,000 "violent deaths" + 165,000 above average deaths, Payne, Stanley G. (1987), The Franco Regime, (ردمك 978-0299110741), pp. 219–220
35. ↑  highest considered estimate, Du Souich, Felipe (2011), Apuntes de Historia de Espana Para Los Amigos, (ردمك 978-1447527336), p. 62; "at least", "killed", Quigley, Caroll (2004), Tragedy and Hope. A History of the World in our Time, (ردمك 094500110X), p. 604.
36. ↑  200,000 KIA, 200,000 executed, 20,000 executed after the war, excluding "unknown numbers" of civilians killed in military action and "many more" died of malnutrition etc., Preston, Paul (2012), The Spanish holocaust, (ردمك 978-0393239669), p. xi
37. ↑  Batchelor, Dawho hn (2011), The Mystery on Highway 599, (ردمك 978-1456734756), p. 57
38. ↑  highest considered estimate, Jackson, Gabriel (2005), La Republica Espanola y la Guerra Civil, (ردمك 8447336336), p. 14
39. ↑  Chislett, William (2013), Spain: What Everyone Needs to Know?, (ردمك 978-0199936458), p. 42; "probably", Spielvogel, Jackon J. (2013), Western Civilization: A Brief History, (ردمك 978-1133606765), p. 603; Mourre, Michel (1978), Dictionaire Encyclopedique d'Histoire, vol. 3, (ردمك 204006513X), p. 1636; broken down into 200,000 KIA and 200,000 executed, Bradford, James. C (2006), International Encyclopedia of Military History, vol. 2, (ردمك 0415936616), p. 1209; lowest considered estimate, Tusell, Javier (1998), Historia de España en el siglo XX. Tomo III. La Dictadura de Franco, (ردمك 8430603328), p. 625
40. ↑  highest considered estimate, Bowen, Wayne H. (2006), Spain During World War II, (ردمك 978-0826265159), p. 113
41. ↑  Julia, Santos, (1999), Victimas de la guerra, (ردمك 978-8478809837), referred after Richards, Michael (2006), El régimen de Franco y la política de memoria de la guerra civil española, [in:] Aróstegui, Julio, Godicheau, François (eds.), Guerra Civil: mito y memoria, (ردمك 978-8496467125), p. 173; Richards, Michael (2013), After the Civil War: Making Memory and Re-Making Spain Since 1936, (ردمك 978-0521899345), p. 6; Renshaw, Layla (2016), Exhuming Loss: Memory, Materiality and Mass Graves of the Spanish Civil War, (ردمك 978-1315428680), p. 22
42. ↑  delta between the total number of deaths recorded in 1936–1939 and the total which would have resulted from extrapolating average annual death total from the 1926–1935 period, Ortega, Silvestre (2006), p. 76
43. ↑  does not include post-war losses, Payne, Stanley G. (2012), The Spanish Civil War, (ردمك 978-0521174701), p. 245
44. ↑  lowest considered estimate, includes 150,000 KIA and 185,000 victims of rearguard repression, Bernecker, Walter L. (ed., 2008), Spanien heute: Politik, Wirtschaft, Kultur, (ردمك 978-3865274182), p. 109
45. ↑  lowest considered estimate, Du Souich (2011), p. 62; lowest considered estimate, Jackson (2005), p. 14; 1943 estimate of the Spanish Direccion General de Estadistica, referred after Puche, Javier (2017), Economia, mercado y bienestar humano durante la Guerra Civil Espanola, [in:] Contenciosa V/7, p. 13
46. ↑  137,000 KIA, the rest victims of repression, Lauge Hansen, Hans (2013), Auto-Reflection on the Proceses of Cultural Re-Memoriation in the Contemporary Spanish Memory Novel, [in:] Nathan R. White (ed.), War, (ردمك 978-1626181991), p. 90
47. ↑  "at least", Hart, Stephen M. (1998), "!No Pasarán!": Art, Literature and the Spanish Civil War, (ردمك 978-0729302869), p. 16, Preston, Paul (2003), The Politics of Revenge: Fascism and the Military in 20th-century Spain, (ردمك 978-1134811137), p. 40; lowest considered estimate, Seidman, Michael (2011), The Victorious Counterrevolution: The Nationalist Effort in the Spanish Civil War, (ردمك 978-0299249632), p. 172; Camps, Pedro Montoliú  [لغات أخرى]‏ (2005), Madrid en la Posguerra, (ردمك 978-8477371595), p. 375, "at most", excluding deaths from malnutrition etc., The New Encyclopædia Britannica (2017), vol. 11, (ردمك 978-1593392925), p. 69; of which 140,000 in combat, Большая Российская энциклопедия, (2008), vol. 12, (ردمك 978-5852703439), p. 76
48. ↑  highest considered estimate, 150,000 in combat and 140,000 executed, Moa, Pio (2015), Los mitos del franquismo, (ردمك 978-8490603741), p. 44
49. ↑  "at least", Hitchcock, William L. (2008), The Struggle for Europe: The Turbulent History of a Divided Continent 1945 to the Present, (ردمك 978-0307491404), p. 271
50. ↑  100,000 in combat, 135,000 executed, 30,000 other causes. Muñoz, Miguel A. (2009). Reflexiones en torno a nuestro pasado (بالإسبانية). p. 375. ISBN:978-8499231464.
51. ↑  "muertos a causa de la Guerra", includes victims of post-war terror. The figure is based on totals reported as "violent deaths" in the official statistics for 1936–1942 and calculated by Ramón Tamames, Breve historia de la Guerra Civil espanola, Barcelona 2011, (ردمك 978-8466650359), chapter "Impactos demograficos" (page unavailable). Tamames suggests that the actual number of victims is probably much higher than this given by official statistics
52. ↑  lowest considered estimate, 145,000 in combat and 110,000 executed, Moa (2015), p. 44
53. ↑  lowest considered estimate, Bowen (2006), p. 113
54. ↑  103,000 executed during the war, 28,000 executed afterwards, around 100,000 KIA, Martínez de Baños Carrillo, Fernando, Szafran, Agnieszka (2011), El general Walter, (ردمك 978-8492888061), p. 324
55. ↑  the total reported as "muerte violenta o casual" for 1936–1939 in official statistics released by Instituto Nacional de Estadistica in 1943, might include accidental deaths (car accidents etc.) and covers all months of 1936 and 1939, excludes "homicidio" category (39,028 for 1936–1939), referred after Diez Nicolas (1985), p. 54
56. ↑  the number which emerges from the official statistics as provided during the early Francoist era and calculated later by Ramón Tamames, who analyses the figures released in 1951 by Instituto Nacional de Estadistica. Tamames added figures reported in the "violent deaths" rubric for 1936, 1937 and 1938 and 25% of the same category for 1939; then he deducted annual averages for "violent deaths" reported by INE in the mid-1930s to arrive at 149,213. Tamames suggests that the actual figure is probably "mucho mayor", Tamames (2011)
57. ↑  "تسببت الحرب في سقوط عدد غير مسبوق من القتلى في المعارك، ما يقرب من نفس العدد من القتلى والمفقودين خارج المعارك", Diccionario de historia y política del siglo XX (2001), (ردمك 843093703X), p. 316, "habia comportado centenares de miles de muertos", Marín, José María, Ysàs, Carme Molinero (2001), Historia política de España, 1939–2000, vol. 2, (ردمك 978-8470903199), p. 17
58. ↑  Tusell, Javier, Martín, José Luis, Shaw, Carlos (2001), Historia de España: La edad contemporánea, vol. 2, (ردمك 978-8430604357), Pérez, Joseph (1999), Historia de España, (ردمك 978-8474238655), Tusell, Javier (2007), Historia de España en el siglo XX, vol. 2, (ردمك 978-8430606306)
59. ↑  على سبيل المثال خفض ستانلي باين توقعاته السابقة من 465000 (بحد أقصى 300000 "حالة وفاة عنيفة" مع 165000 حالة وفاة بسبب المجاعة التي "يجب إضافتها" باين (1987)، ص 220) إلى 344000 (أيضًا الوفيات العنيفة وضحايا سوء التغذية أو المجاعة، باين (2012) ص .245) ; واختار هيو توماس في طبعات الحرب الأهلية الإسبانية في الستينيات 600,000 (285000 خلال المعارك و 125000 جرى إعدامهم، و 200000 سوء تغذية) إلى طبعة السبعينيات التي خفض الرقم إلى 500,000 (200000 خلال المعارك و 125000 تم إعدامهم و 175000 سوء تغذية) ، وذكر Clodfeler (2017) ص. 383 بتنقيحات طفيفة، وقد غير الأرقام في إصداراته الأخيرة قبل وفاته، ومقارنة مع هيو توماس (2003), La Guerra Civil Española, vol. 2, (ردمك 8497598229), p. 993; فقد خفض غابرييل جاكسون من 580,000 (420,000 من ضحايا الحرب وإرهاب ما بعد الحرب)، انظر جاكسون (1965) إلى نطاق يتراوح بين 405,000 و 330,000 ( 220.000 إلى 170.000 من ضحايا الحرب وإرهاب ما بعد الحرب)، جاكسون (2005)، ص. 14
60. ↑  Ortega, Silvestre (2006), p. 76; أرقام مختلفة قليلاً، 344000 و 558000، وفي دراسة سابقة اكتملت باستخدام نفس الطريقة, انظر Diez Nicolas (1985), p. 48.
61. ↑  فقط أولئك الذين لم يعودوا إلى إسبانيا، Payne (1987), p. 220.
62. ↑  Ortega, Silvestre (2006), p. 80; عدد المهاجرين المقتبسين عادة هو 450ألفًا، وهو ما يشير فقط إلى أولئك الذين عبروا إلى فرنسا في الأشهر الأولى من 1939, López, Fernando Martínez (2010), París, ciudad de acogida: el exilio español durante los siglos XIX y XX, (ردمك 978-8492820122), p. 252.
63. ↑  "نتج عن ذلك نقص بنحو نصف مليون ولادة"، Payne (1987), p. 218.
64. ↑  مثلث مجاميع المواليد الفعلية لسنة 1936-1942 وإجمالي المواليد الذي كان سينتج عن استقراء متوسط إجمالي المواليد السنوي من الفترة 1926-1935, Ortega, Silvestre (2006), p. 67.